# 올림픽공원 (서울)

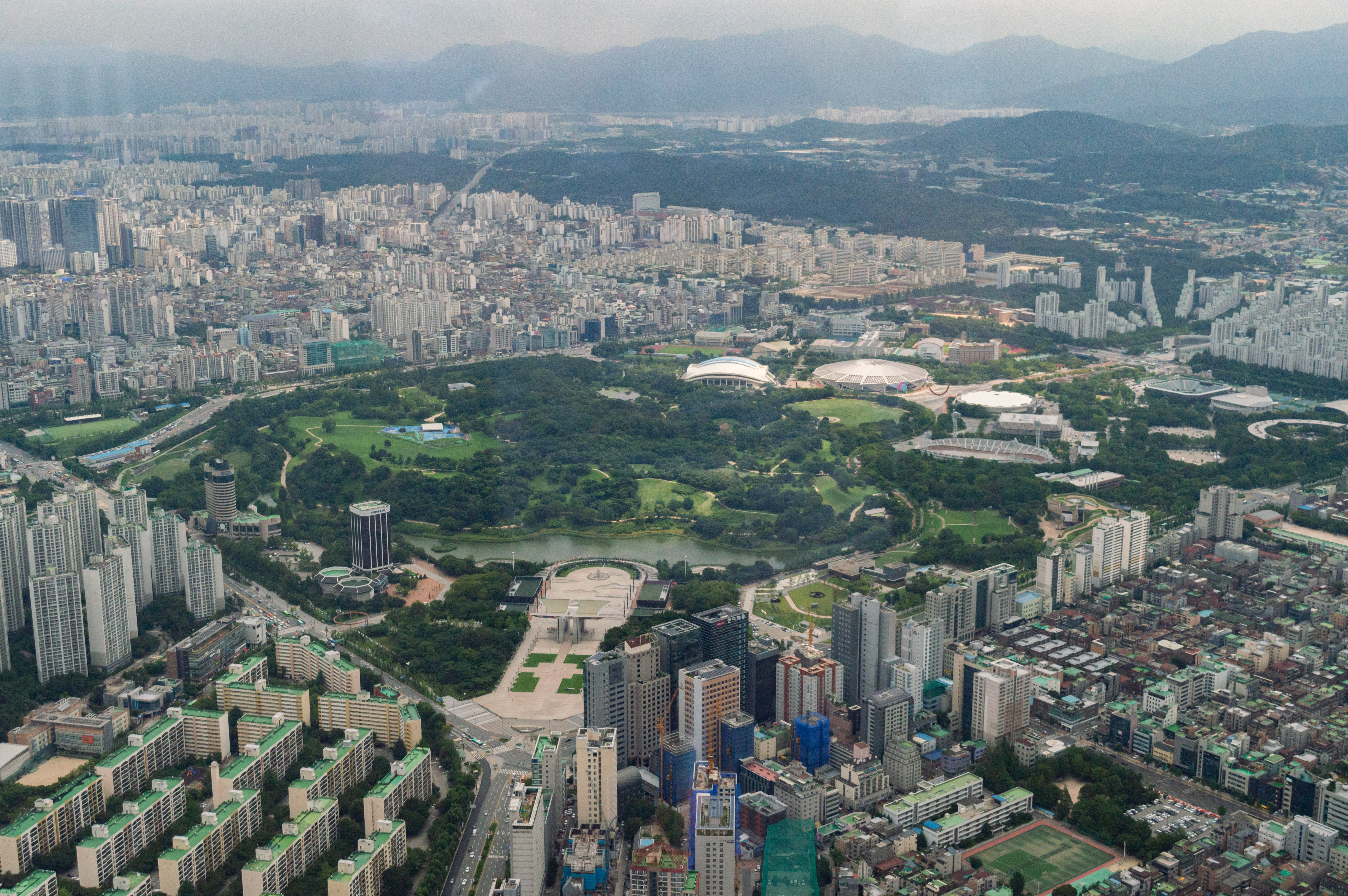
올림픽공원

올림픽공원은 대한민국 서울특별시 송파구 올림픽로 424 (방이동 88-2)에 있는 공원이다. 1988년 하계 올림픽을 위해 건설되었으며, 현재는 일반적인 종합 공원으로 이용되고 있다. 사이클·역도·펜싱·수영·체조·테니스 등 6개의 경기장 등의 경기 시설과 소마미술관 등 다양한 문화 시설들이 함께 있다. 올림픽 공원 건설 도중 발굴된 백제 유적지 몽촌토성은 공원 내에 자리하고 있다. 올림픽공원은 야외조각공원을 비롯하여 88놀이마당, 음악 분수 등과 같은 휴식 공간이 조성되어 있다. 기타 주요 시설로는 올림픽회관, 올림픽 파크텔, 몽촌 역사관 등 각종 편익시설이 구비되어 있다.

## 공간소개
86 아시아경기대회와 88 서울올림픽에 맞추어 1986년 준공되었다. 43만평의 대지 위에 잔디밭, 넓은 광장과 곳곳의 조각품들, 조깅코스 등이 잘 가꾸어져 있으며, 올림픽공원의 야외무대와 6개 국제 규격의 경기장이 있다. 나홀로나무는 이동 (서울)시절 마을의 흔적으로 유명하다.

## 공원내 주요 시설물

### 체육 경기 시설
| 시설명                     | 시설규모 | 수용인원 | 비고                                                                   |
| -------------------------- | -------- | -------- | ---------------------------------------------------------------------- |
| 수영장                     | 12,742m2 | 10,000석 | 경영풀(50m×25m, 수심 최대 3m), 다이빙풀(25m×25m×5m), 연습풀(50m×12.5m) |
| 제1체육관 (체조경기장)     | 14,016m2 | 15,000석 | 이동식 4,236석, 고정식 10,764석                                        |
| 제2체육관 (펜싱경기장)     | 9,078m2  | 5,003석  | 이동석 2,100석, 고정석 2,903석 (보조경기장 250석)                      |
| 제3체육관 (우리금융아트홀) | 5,617m2  | 1,184석  | 문화공연전용극장 1층 832석(휠체어석 12석 포함), 2층 352석              |
| 테니스장                   | 5,234m2  | 9,931석  | 메인코트 1면, 실외코트 14면, 실내코트(에어돔) 4면                      |
| 벨로드롬                   | 7,755m2  | 6,000석  | 트랙 길이 333.3m, 폭 7m, 경사로 7∼38˚                                  |

### 몽촌토성
몽촌토성은 사적 제297호로 3세기경에 만들어진 것으로 북쪽의 한강과 남쪽의 남한산성 사이에 자리잡고 있다. 둘레 2 km 정도로 백제 초기에 서울을 수비하는 토성으로, 동쪽에 흙으로 쌓은 흔적이 남아 있다. 몽촌토성에서 움집터와 독무덤·무기·낚시바늘·백제 토기·돌절구 등이 출토되었다. 현재는 몽촌토성의 비탈면에 소나무 숲이 자리하고 있어 사철 푸른 경관을 연출하고 있다.

### 기타 시설
- 소마미술관
- 올림픽회관
- 서울 올림픽 파크텔
- 서울 올림픽 기념관
- 서울시사편찬위원회
- 올림픽 조각공원
- 몽촌역사관
- 한성백제박물관
- 서울체육고등학교
- 한국체육대학교
- 국민체육진흥공단과 대한체육회
- 올림픽홀
- 88 잔디마당

## 공원 찾아가기

### 지하철
- ● 수도권 전철 5호선, ● 서울 지하철 9호선 - 올림픽공원역
- ● 수도권 전철 8호선 - 몽촌토성역
- ● 서울 지하철 9호선 - 한성백제역

### 버스
- 서울시내버스 3220번 (올림픽공원역하차)
- 서울시내버스 3216번 (남문)
- 서울시내버스 3319번 외

## 공원 사진

올림픽공원 체육 시설
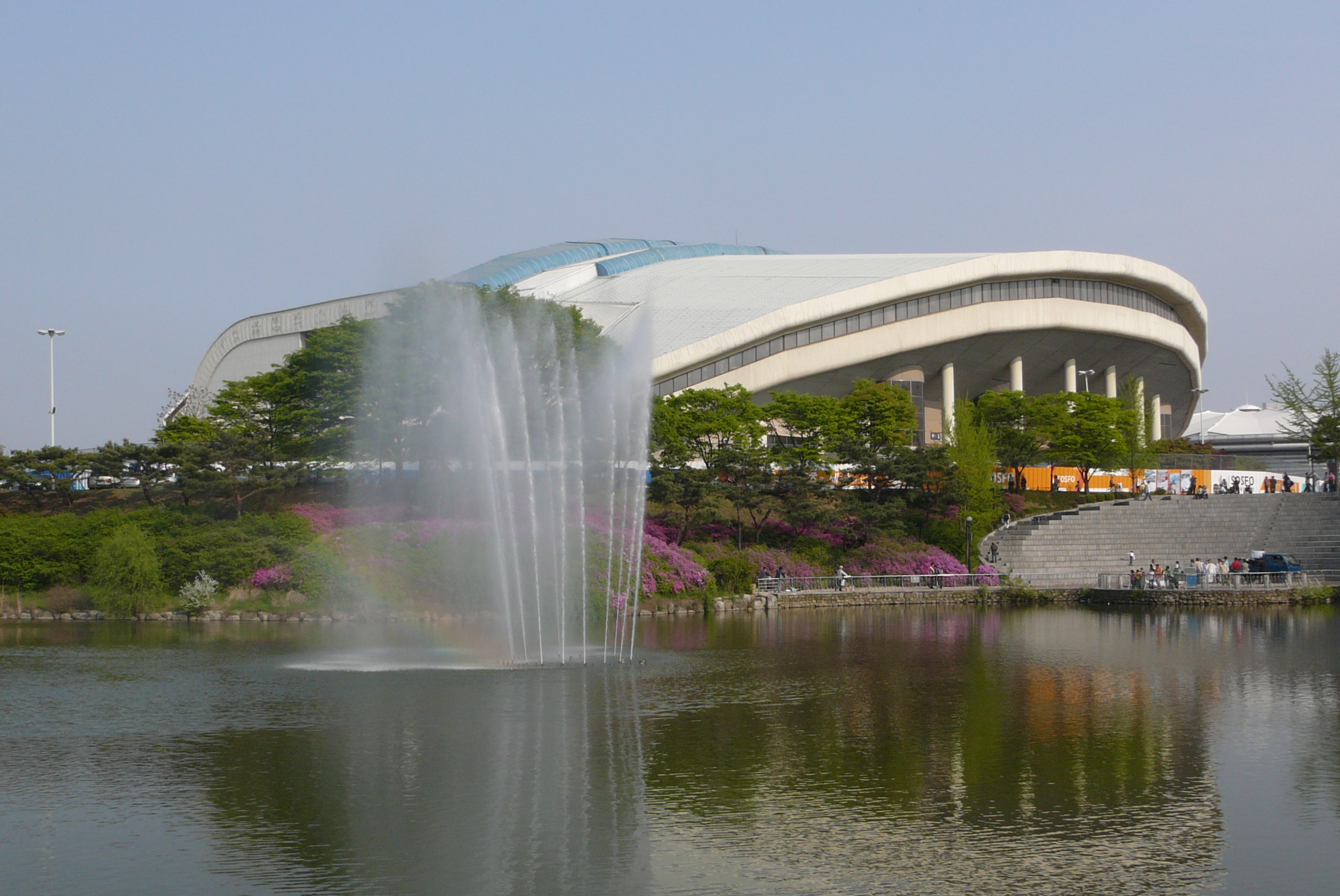
올림픽 수영장
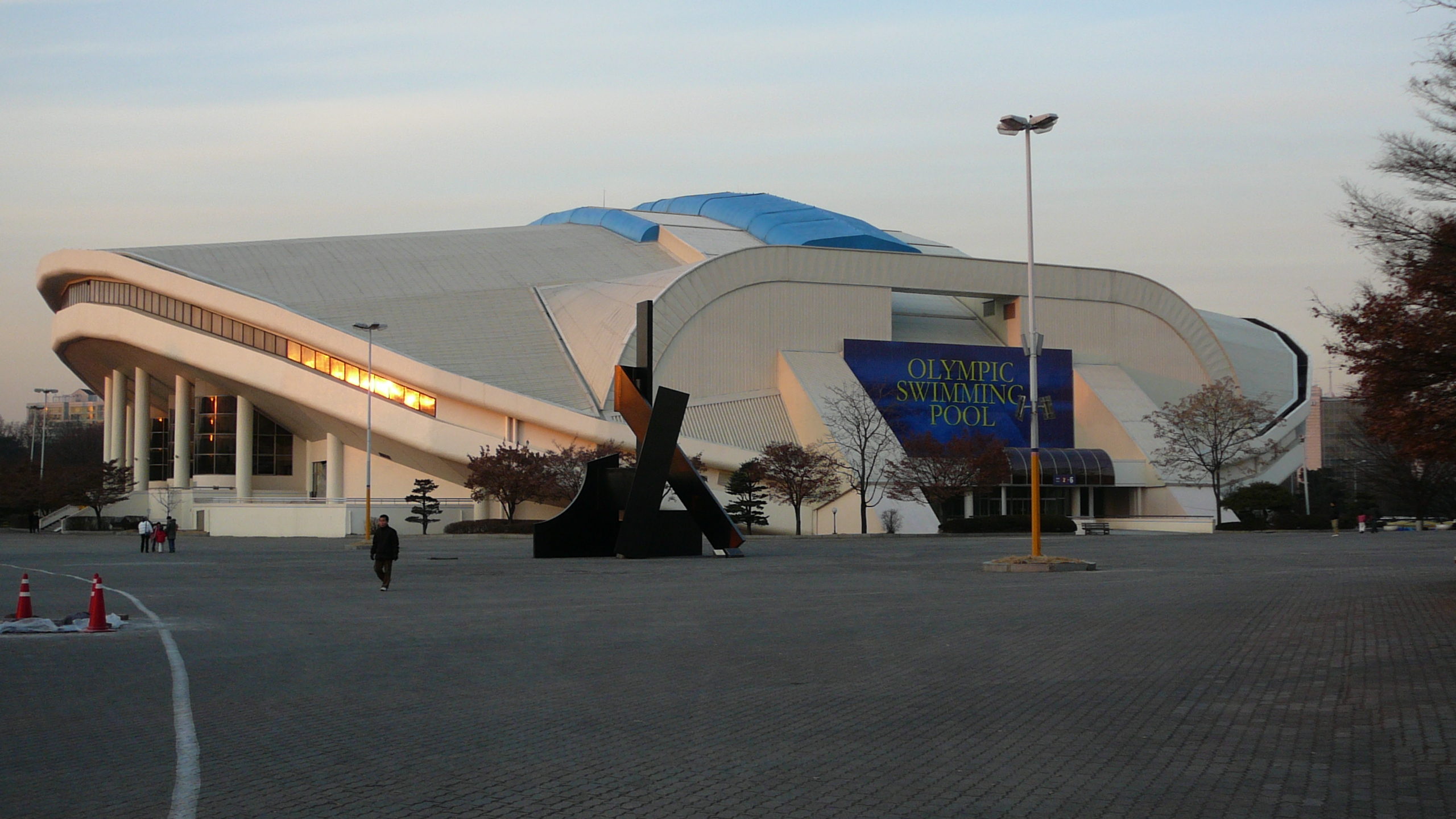
올림픽 수영장
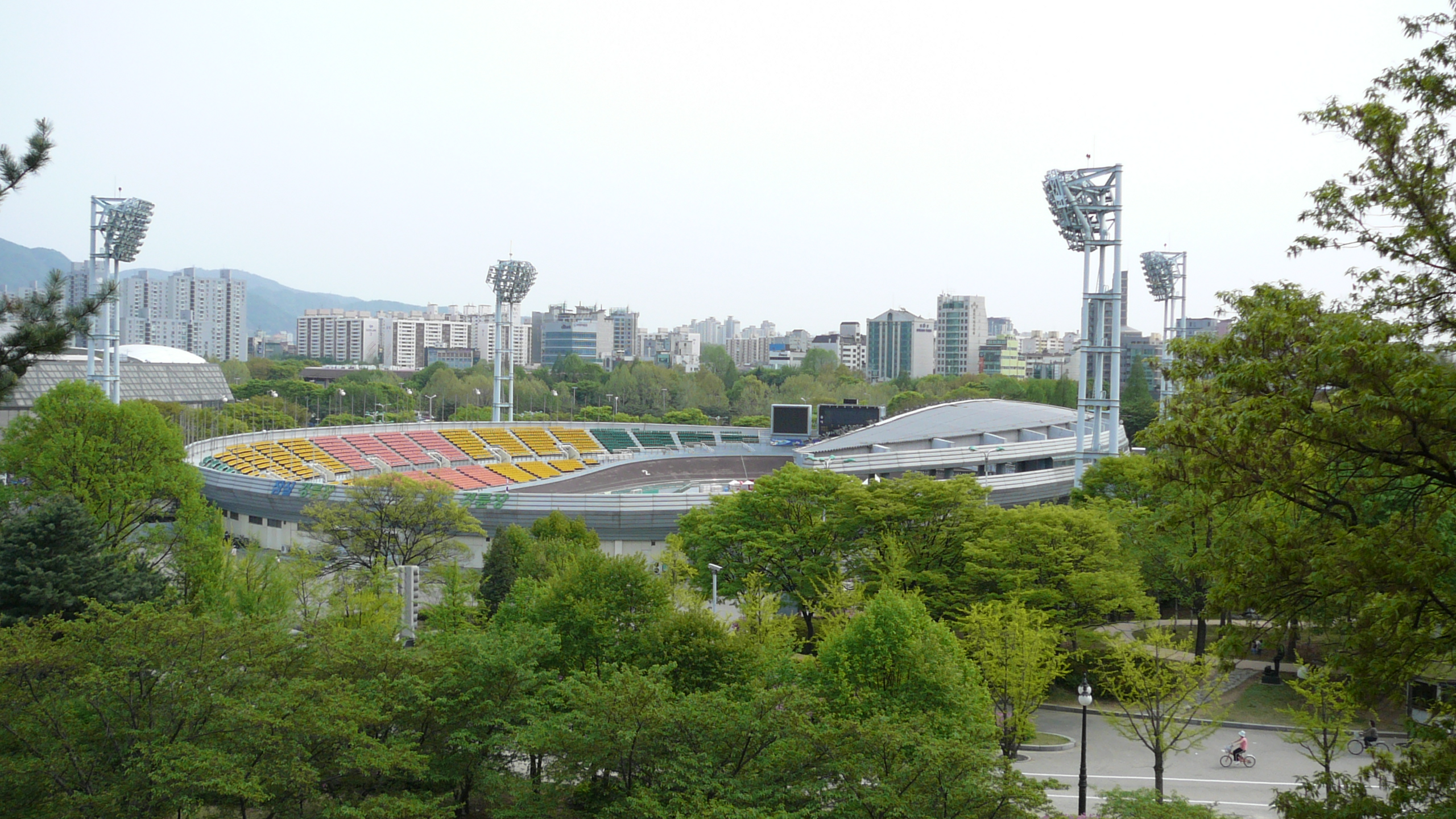
벨로드롬 (사이클 경기장)
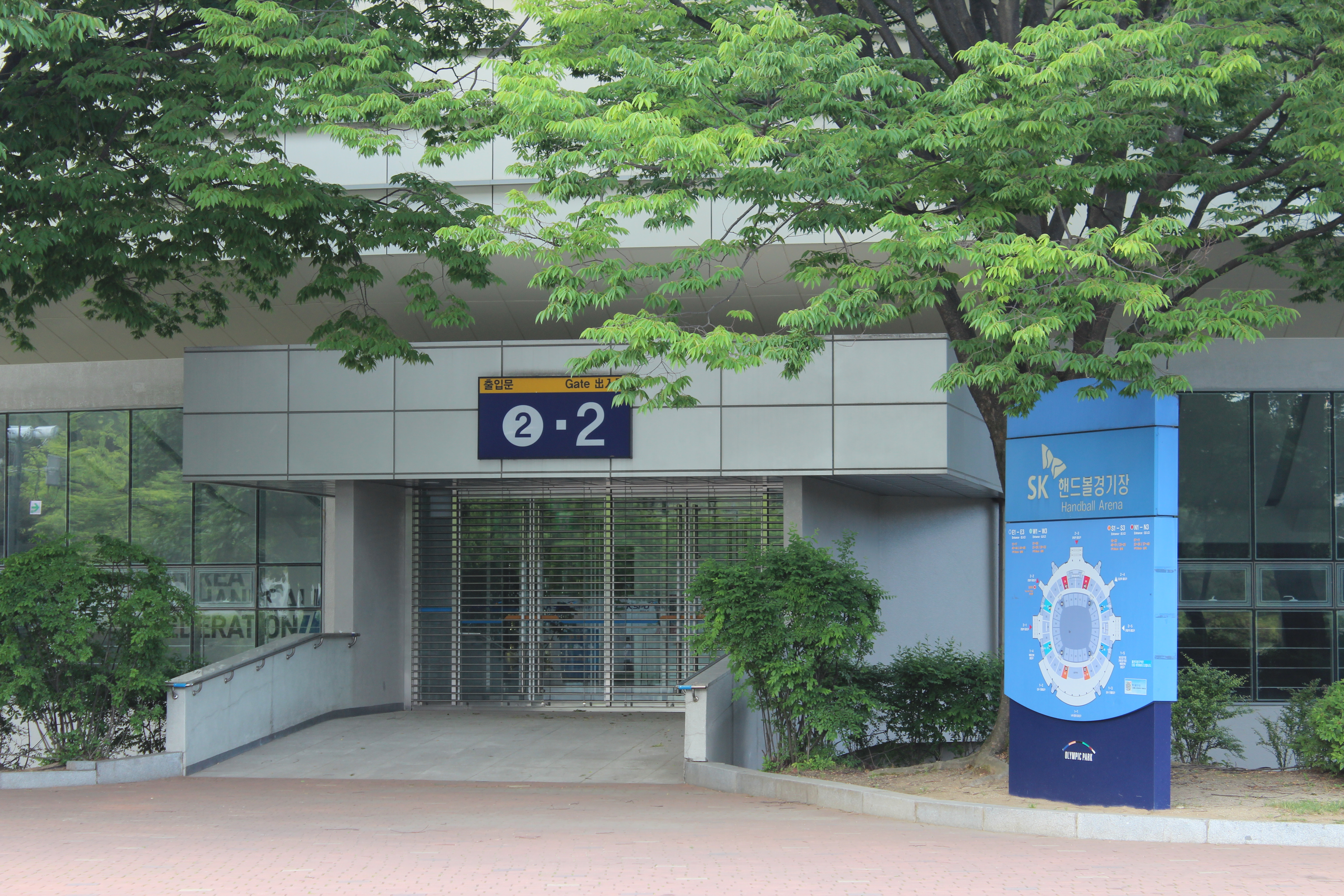
핸드볼경기장 입구

평화의문과 그 근처의 시설
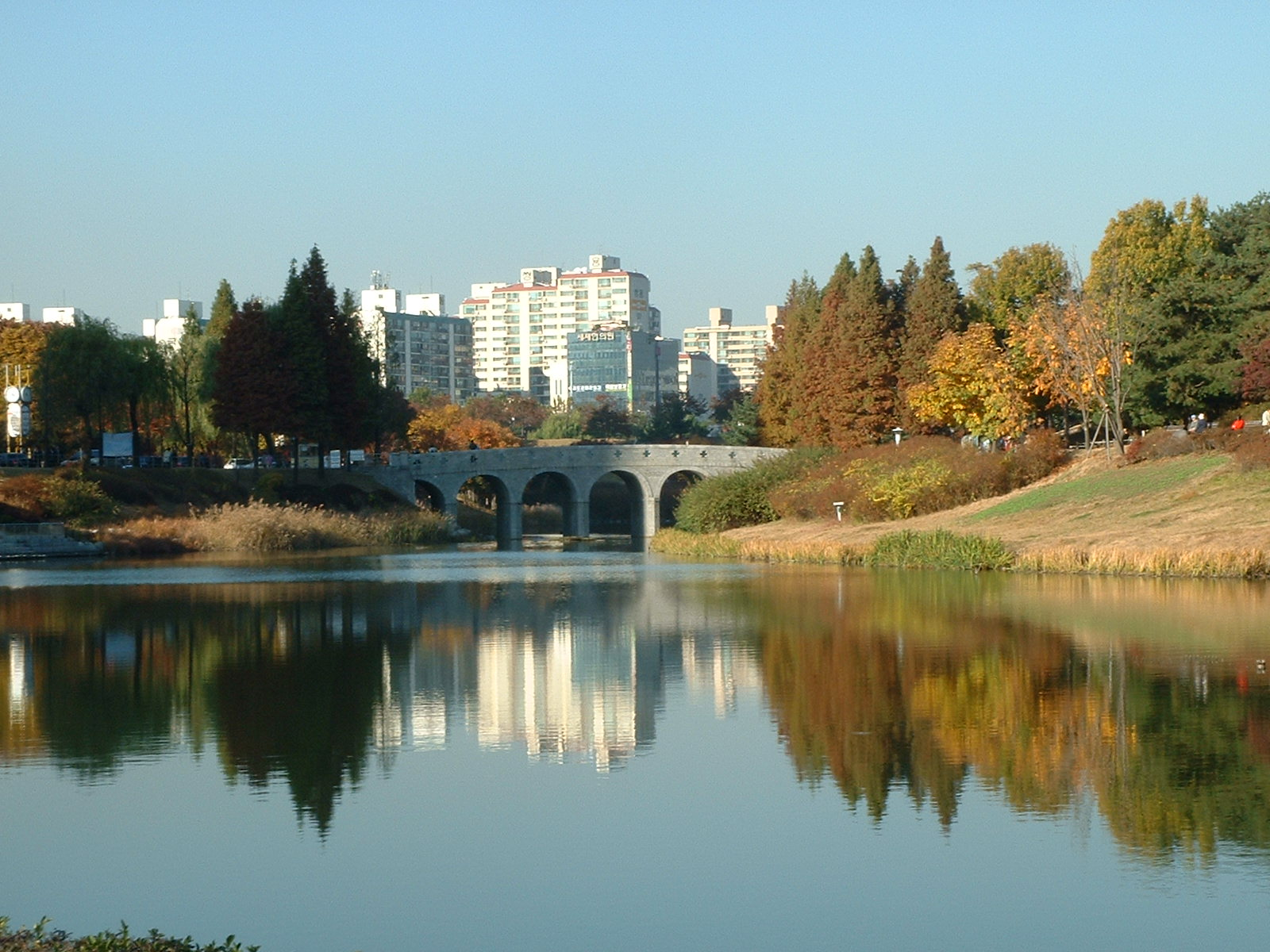
호수와 다리
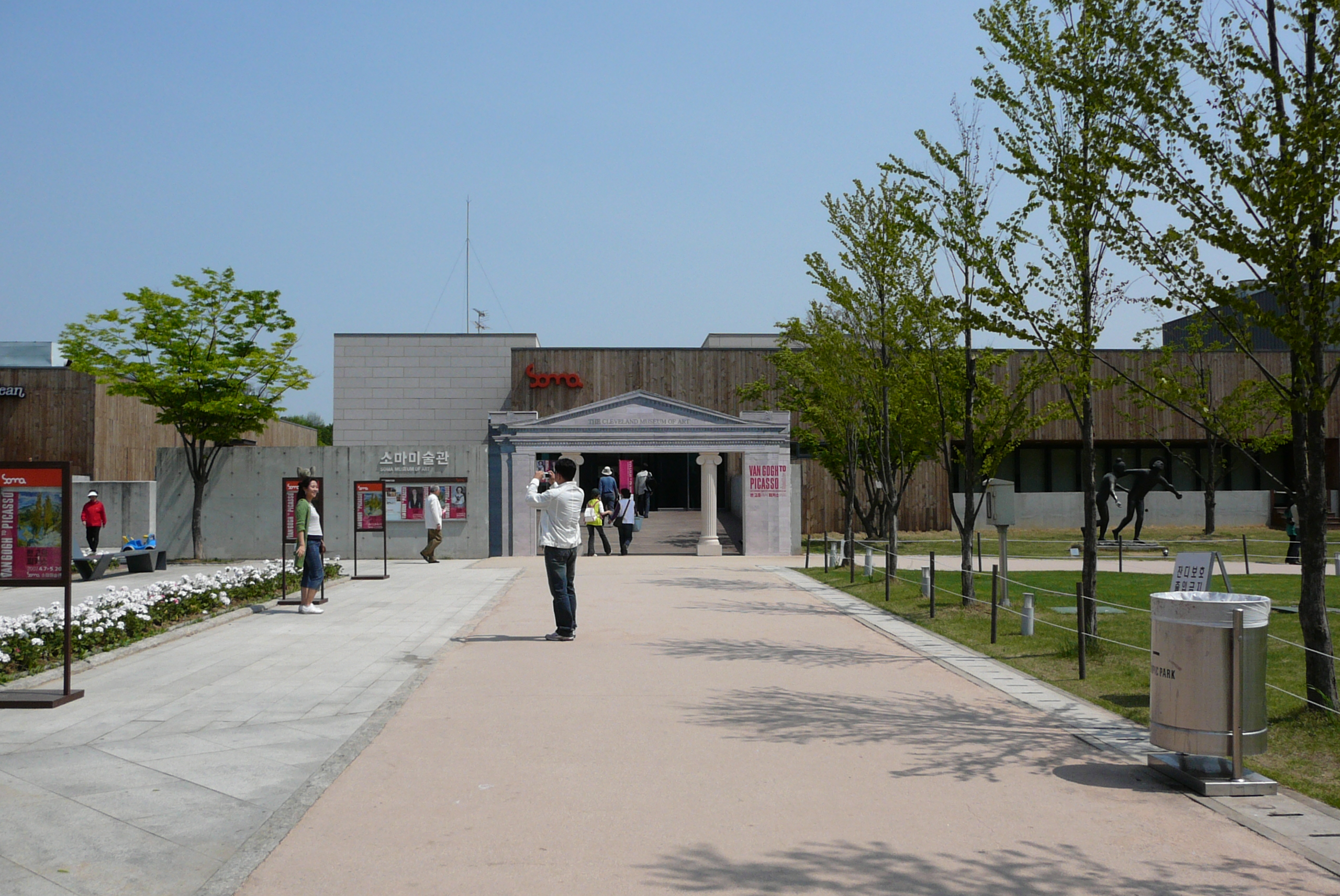
소마미술관
평화의문 정면 사진과 광장
평화의문 좌측면 사진과 도깨비 장승
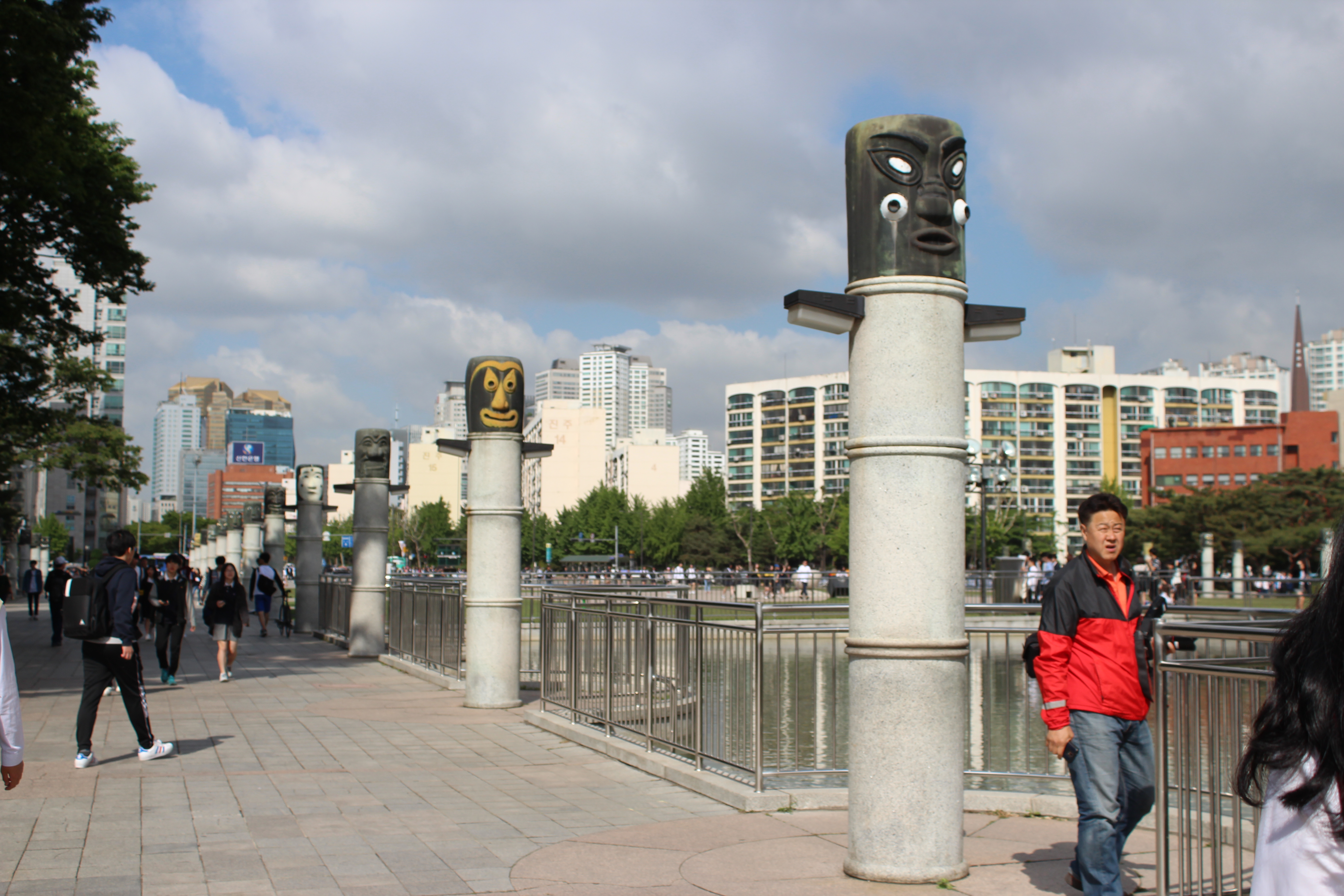
평화의문 근처에 일렬로 늘어선 장승
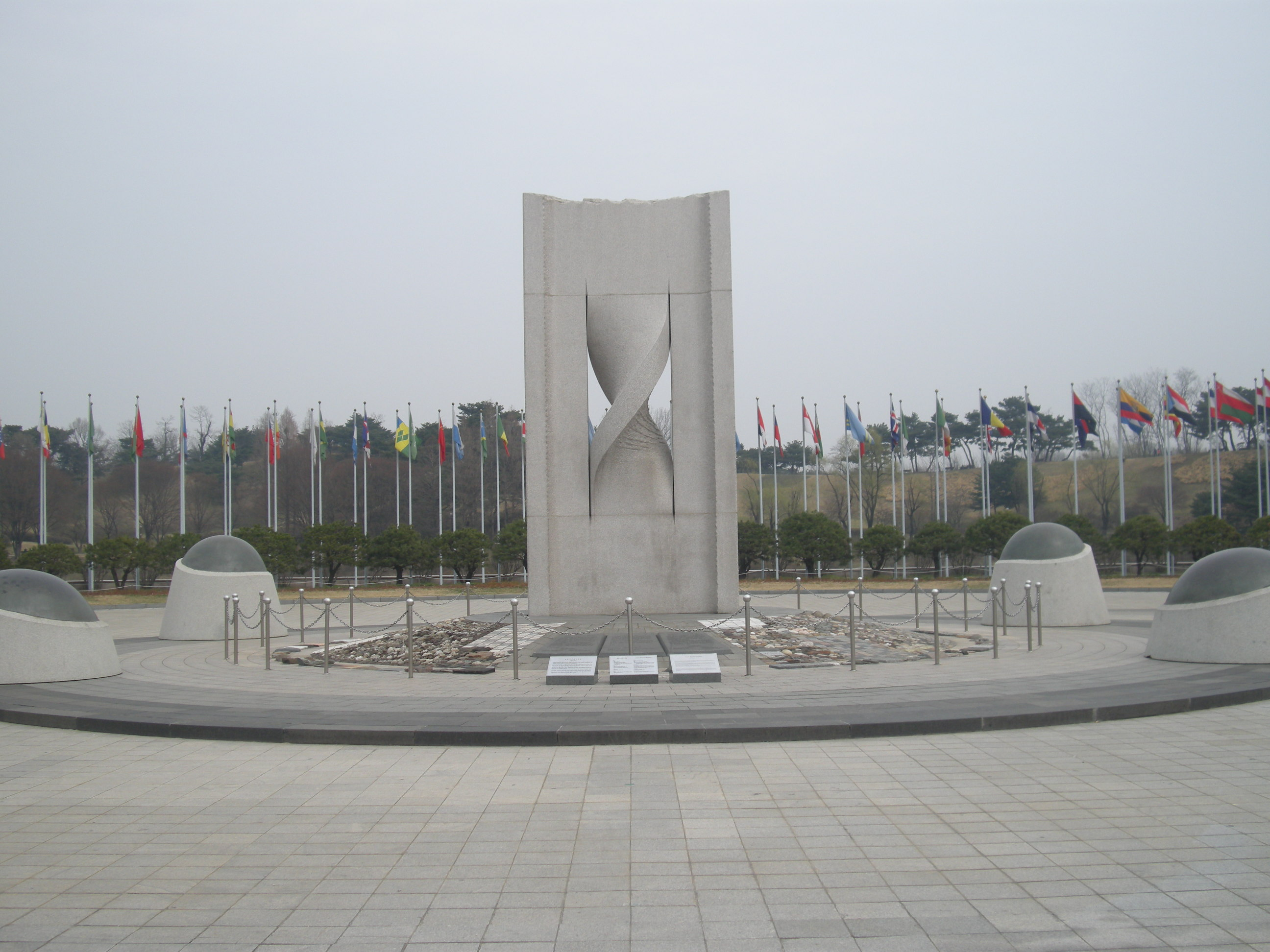
국기 광장
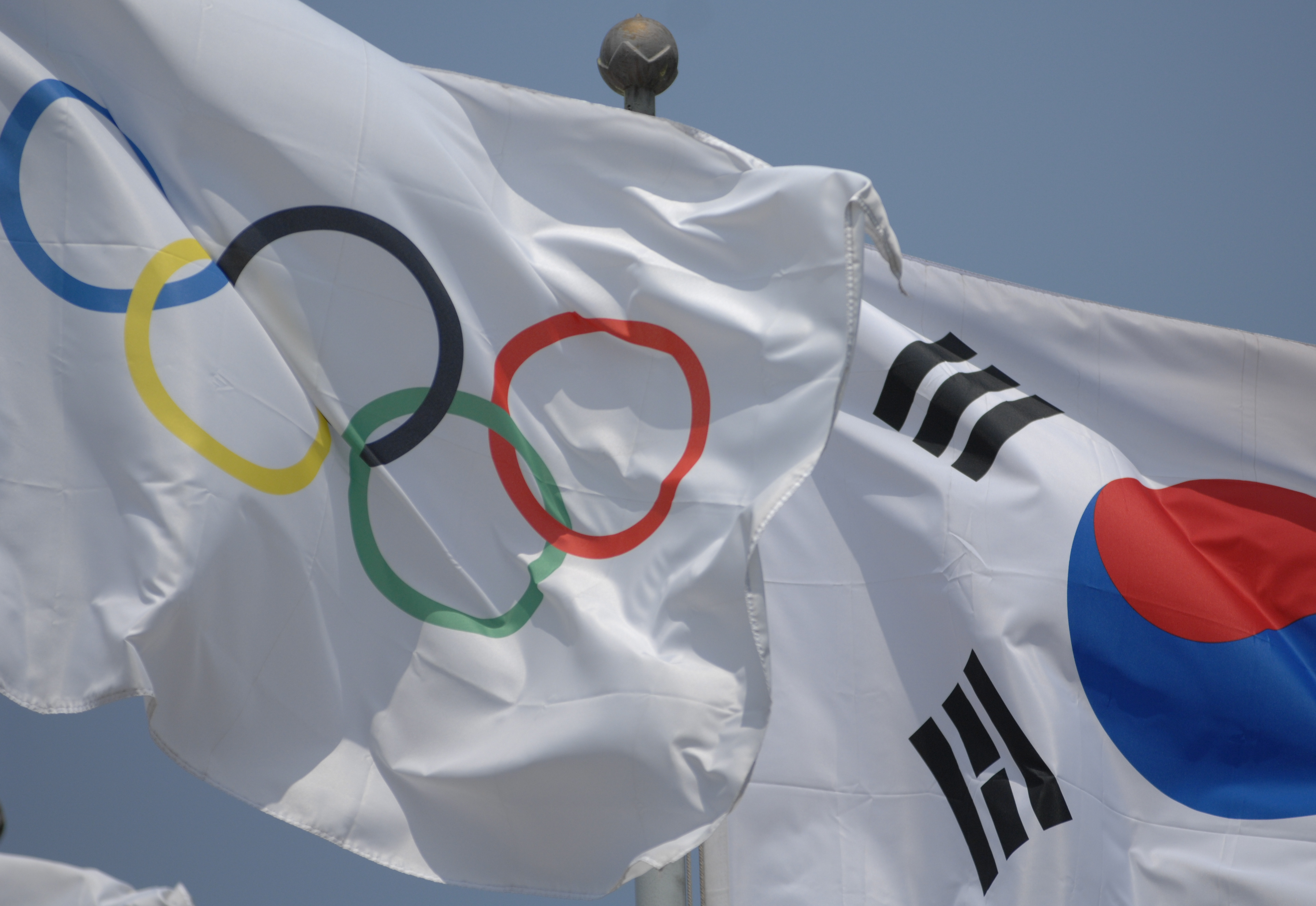
올림픽공원에 게양된 올림픽기와 태극기(대한민국의 국기)
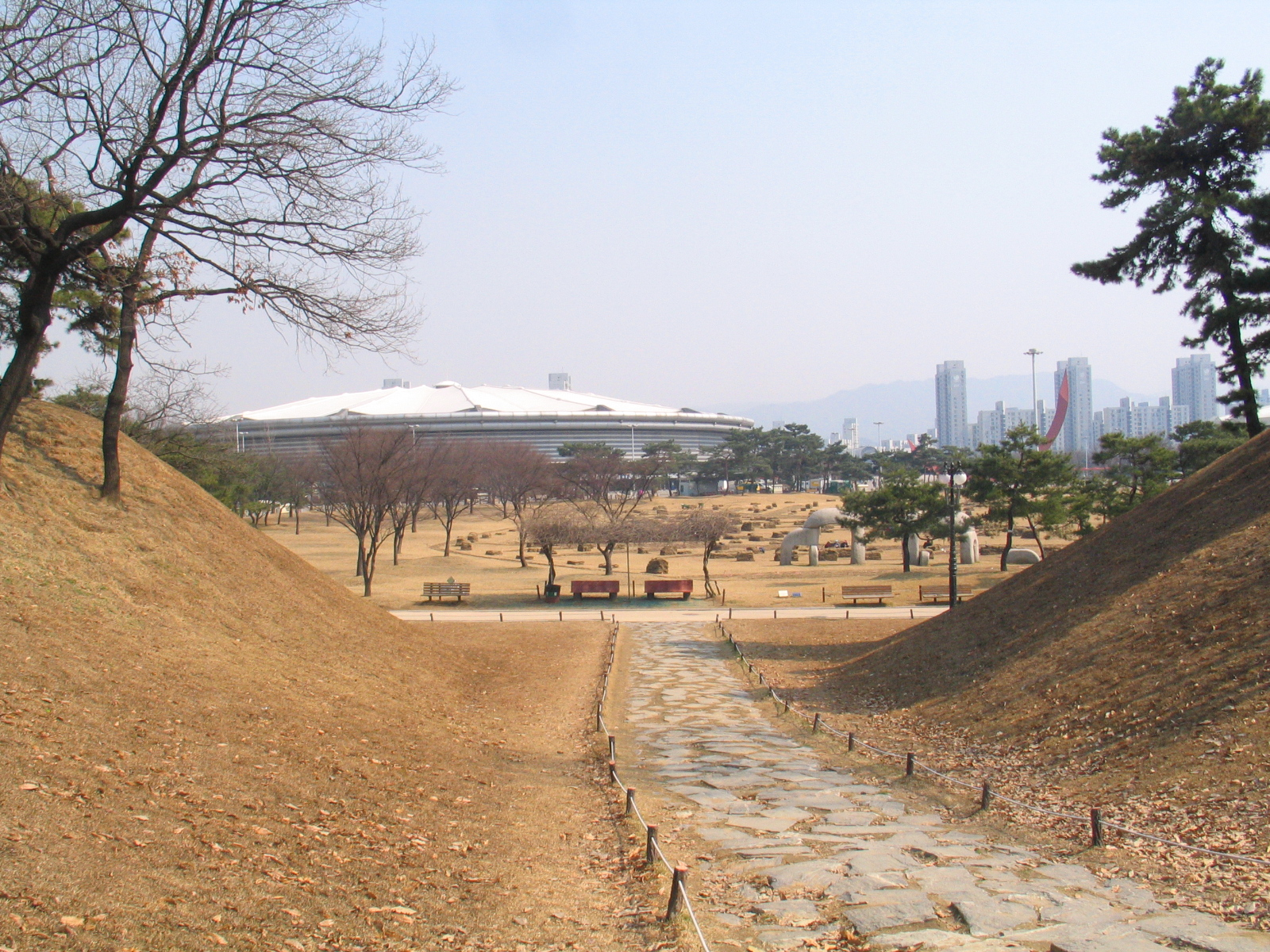
2004년 3월
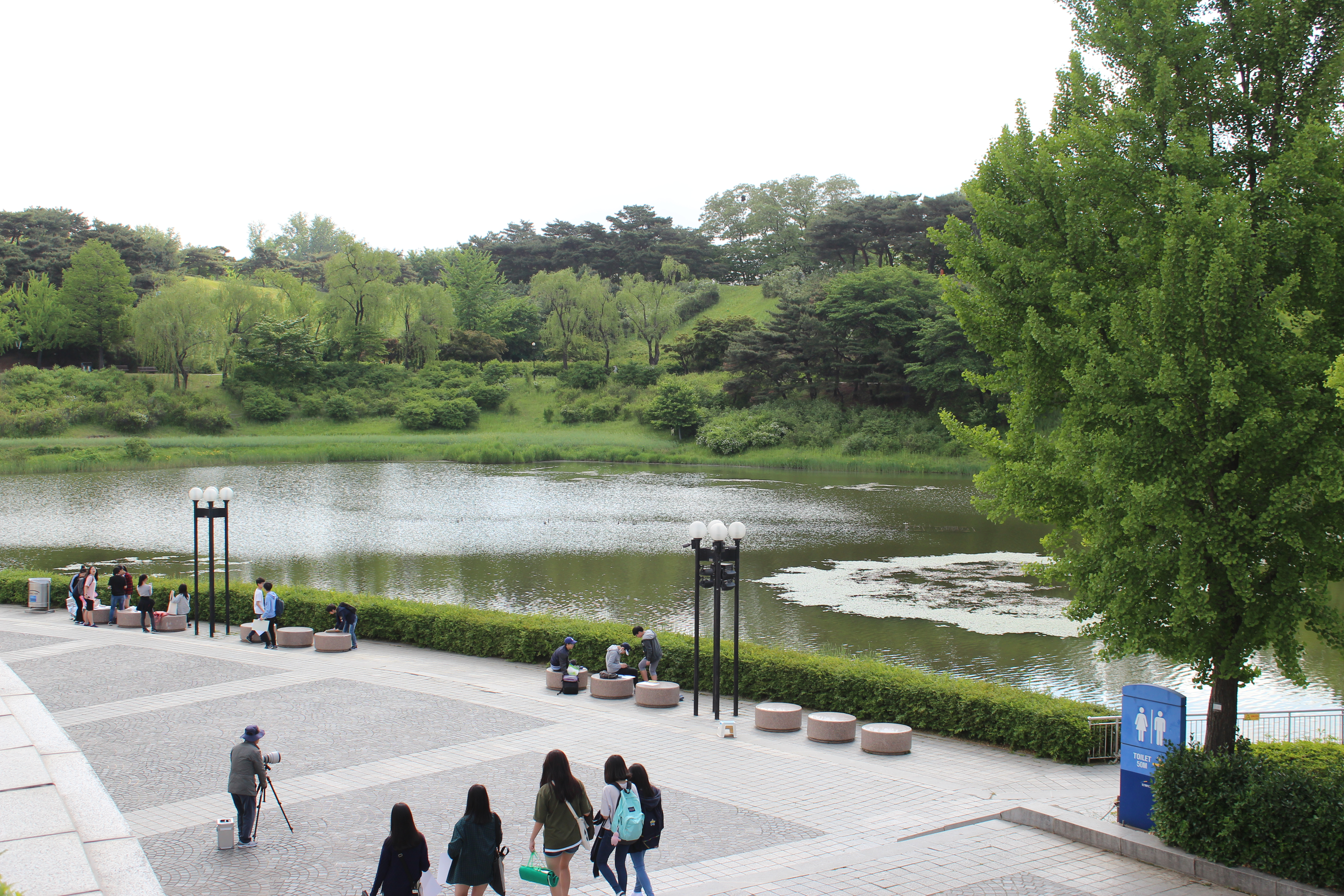
평화의문 근처에 있는 호수
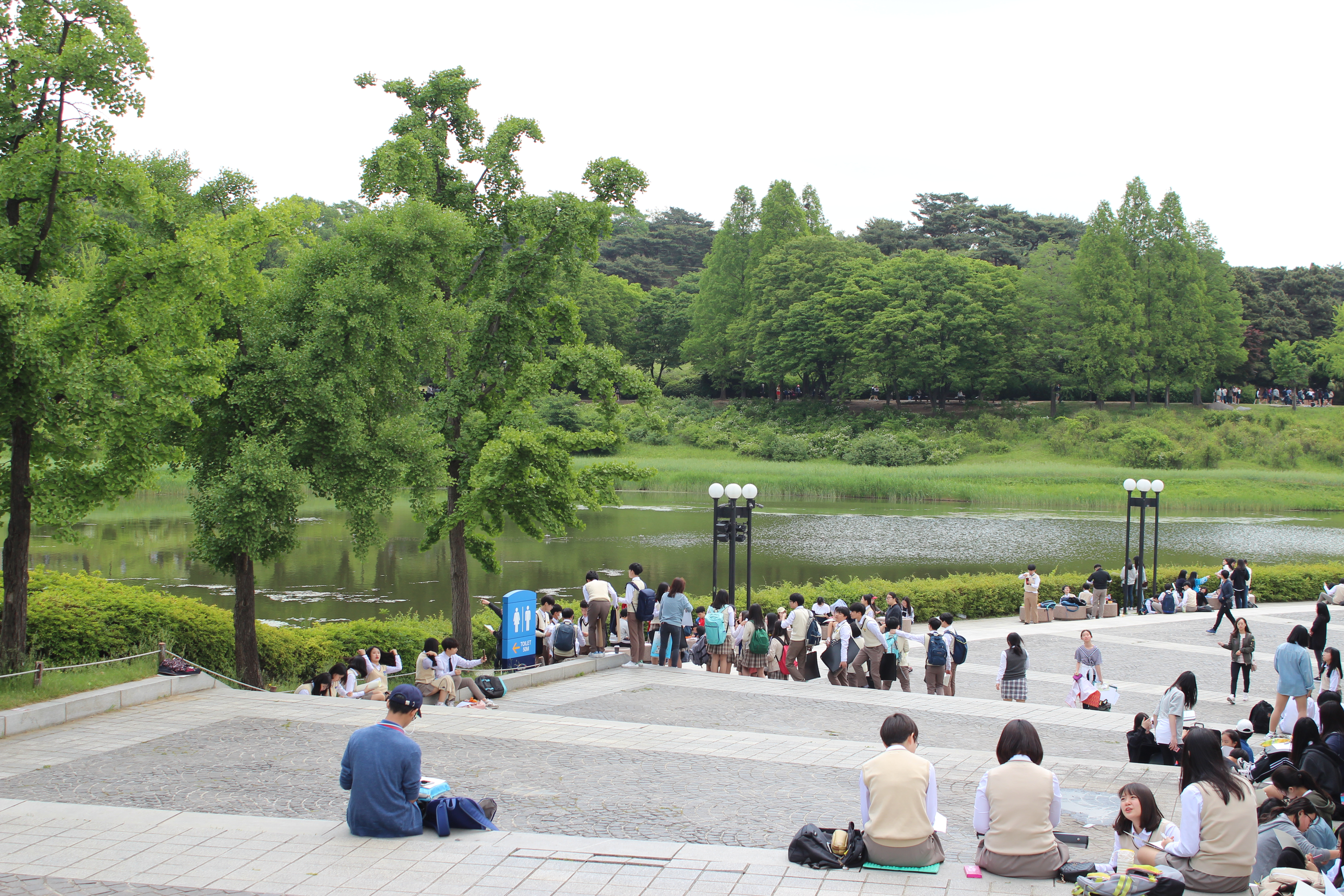
평화의문 근처에 있는 호수
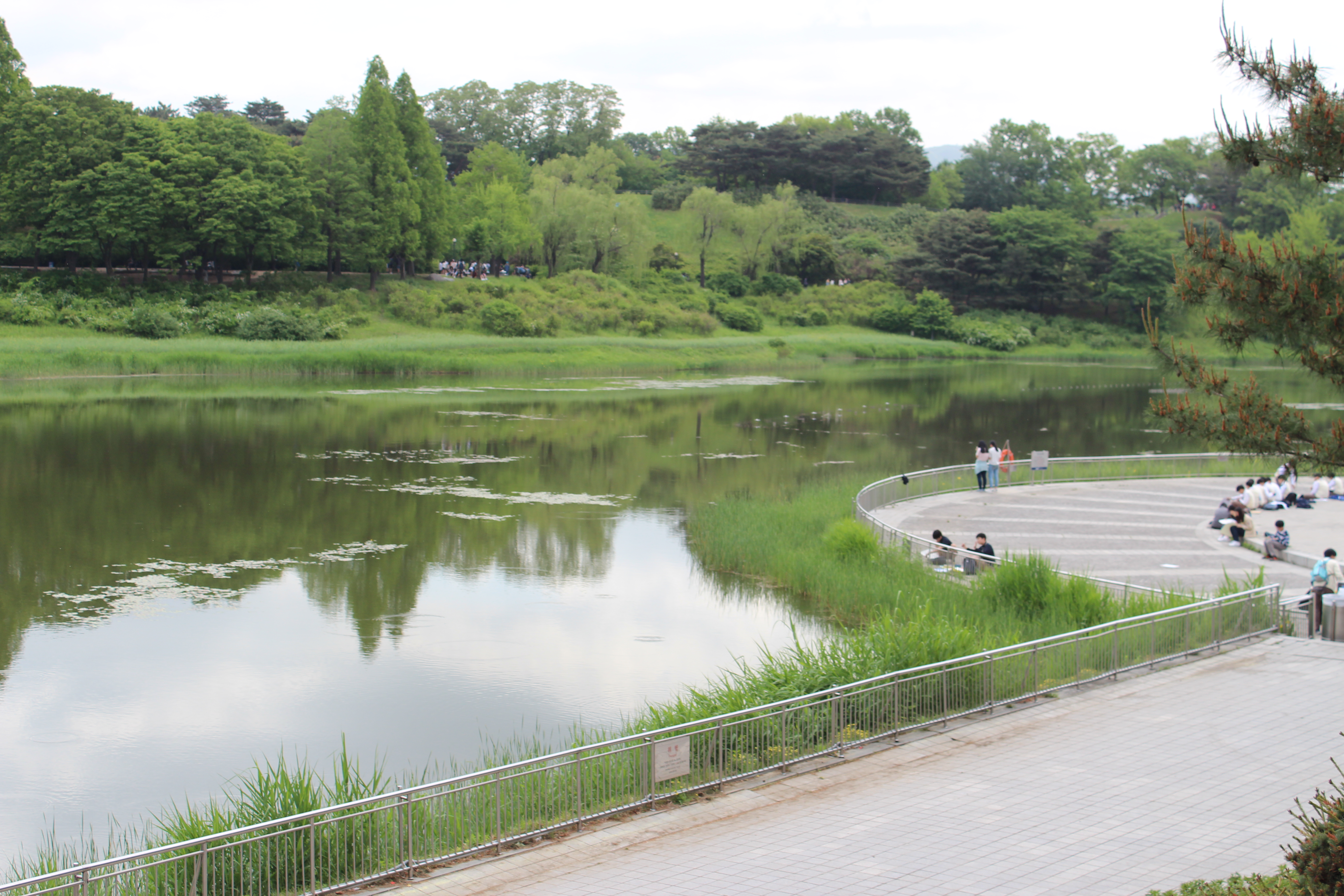
평화의문 근처에 있는 호수
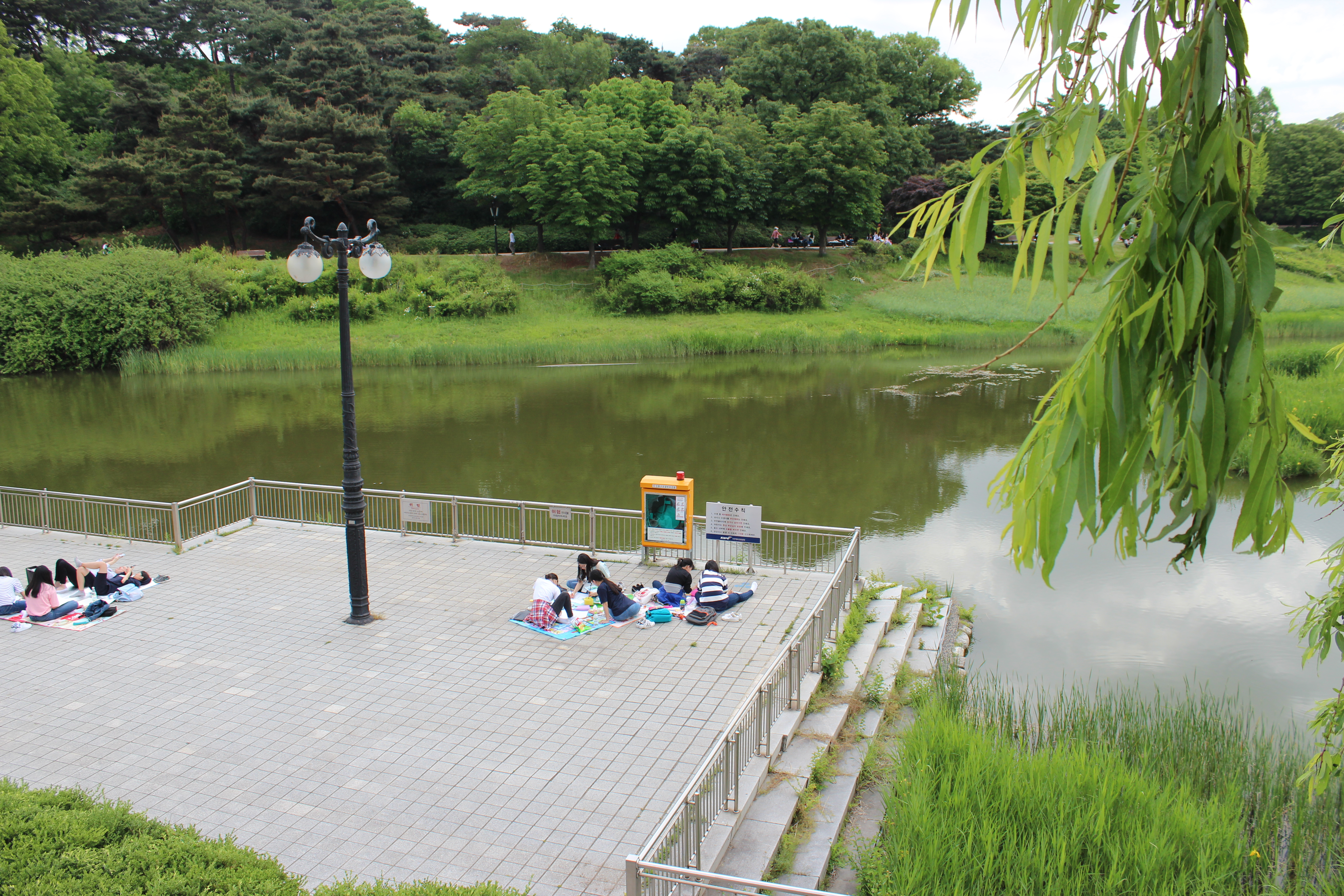
평화의문 근처에 있는 호수
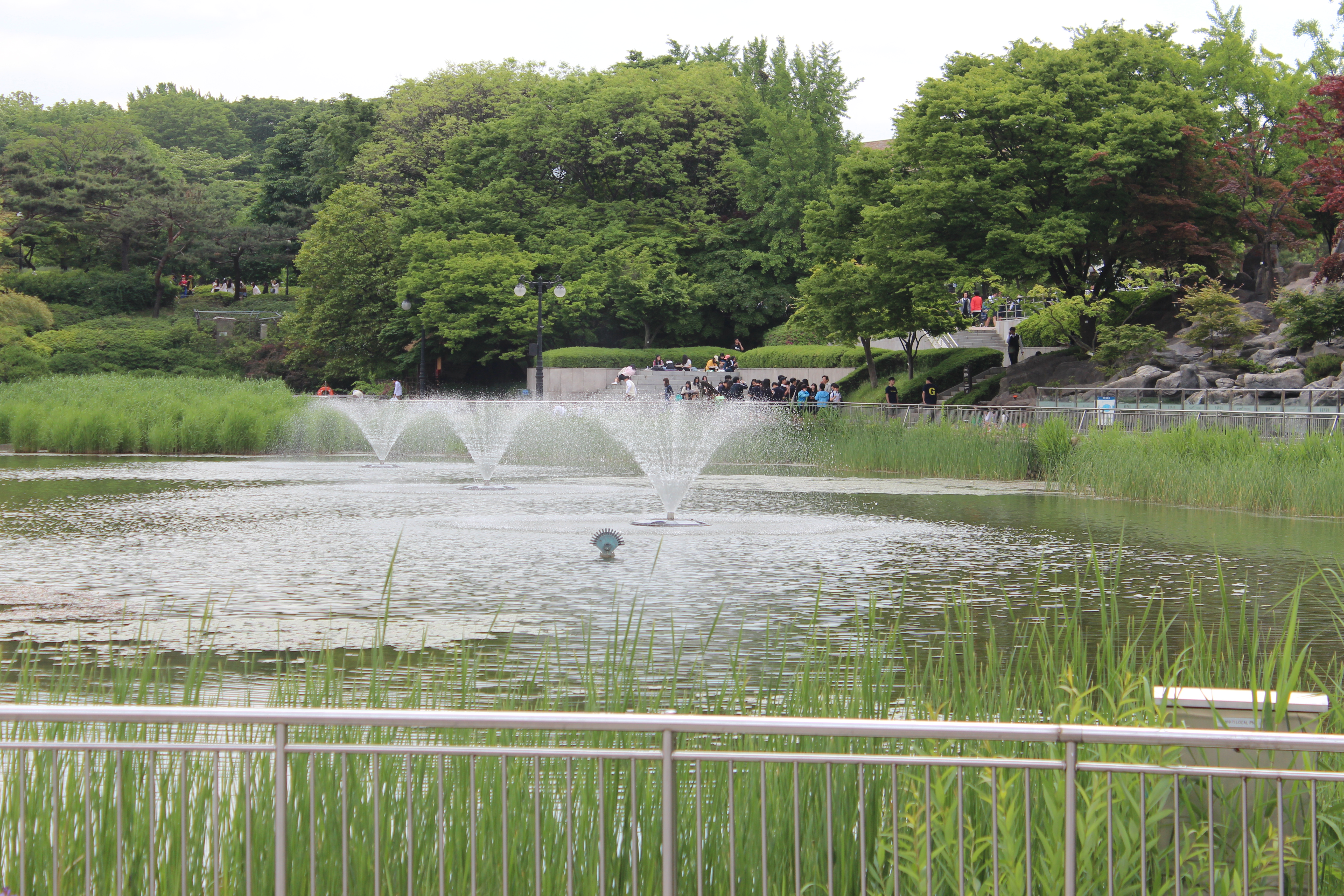
평화의문 근처에 있는 호수
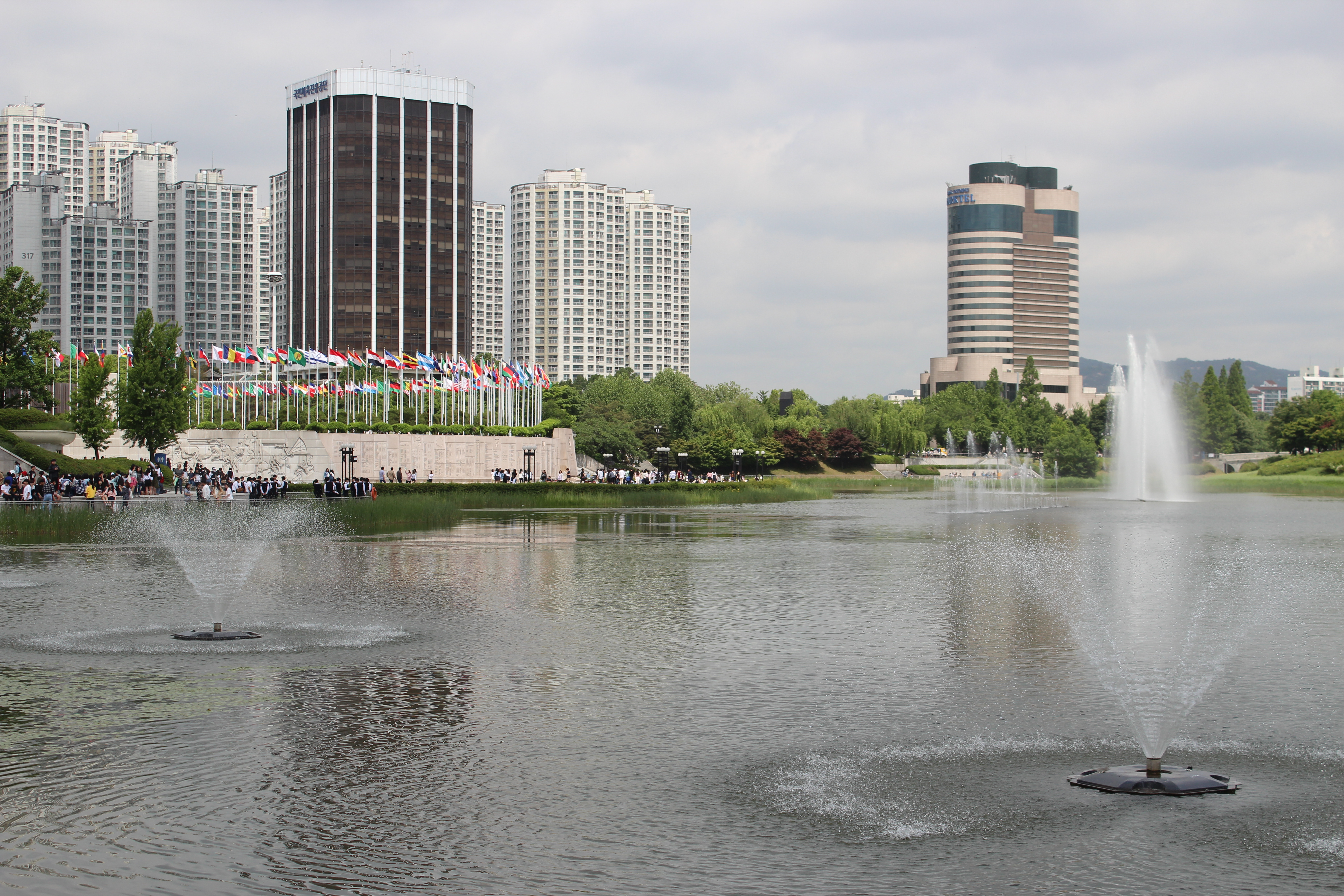
평화의문 근처에 있는 호수
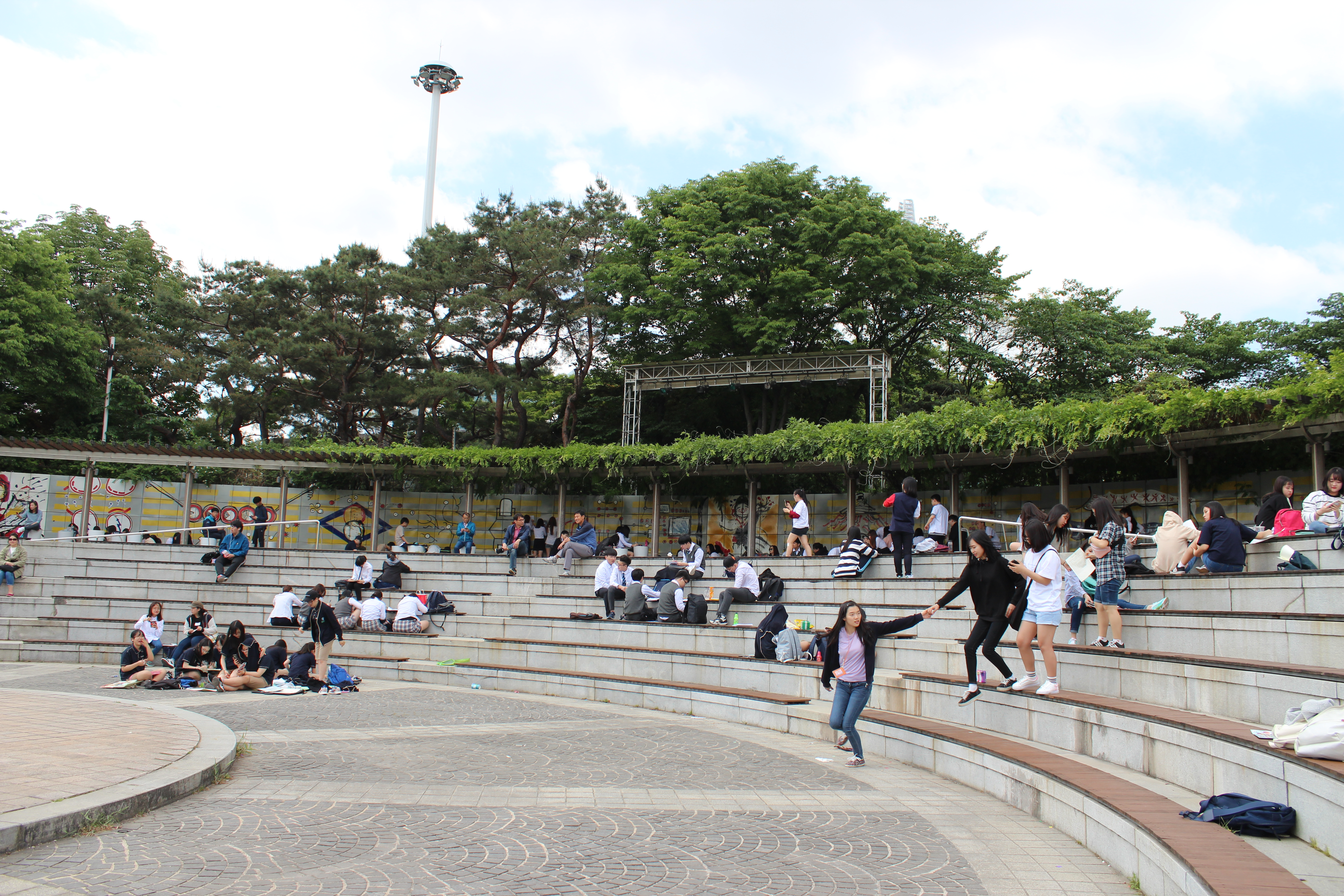
평화의문 근처 호반무대
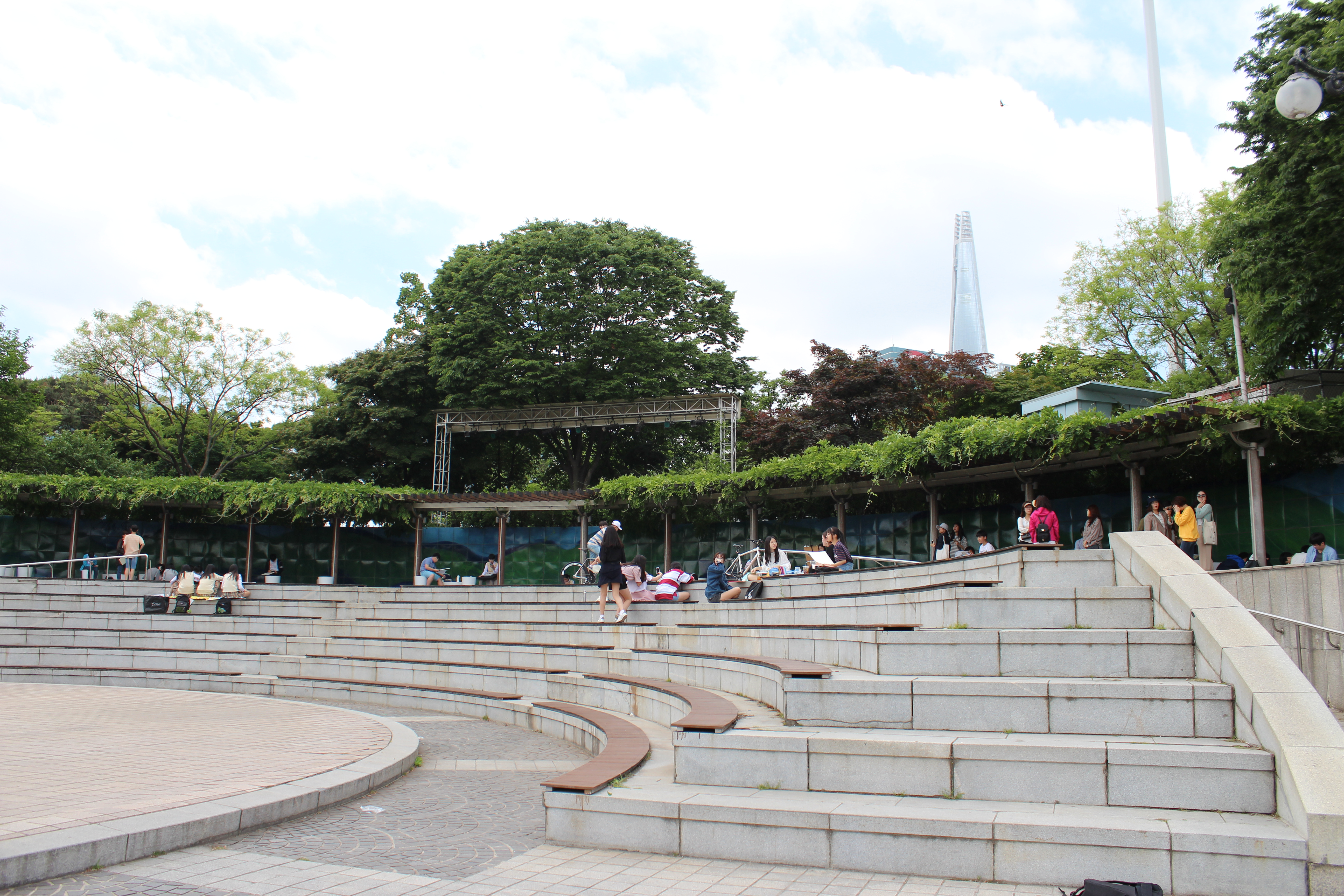
평화의문 근처 호반무대
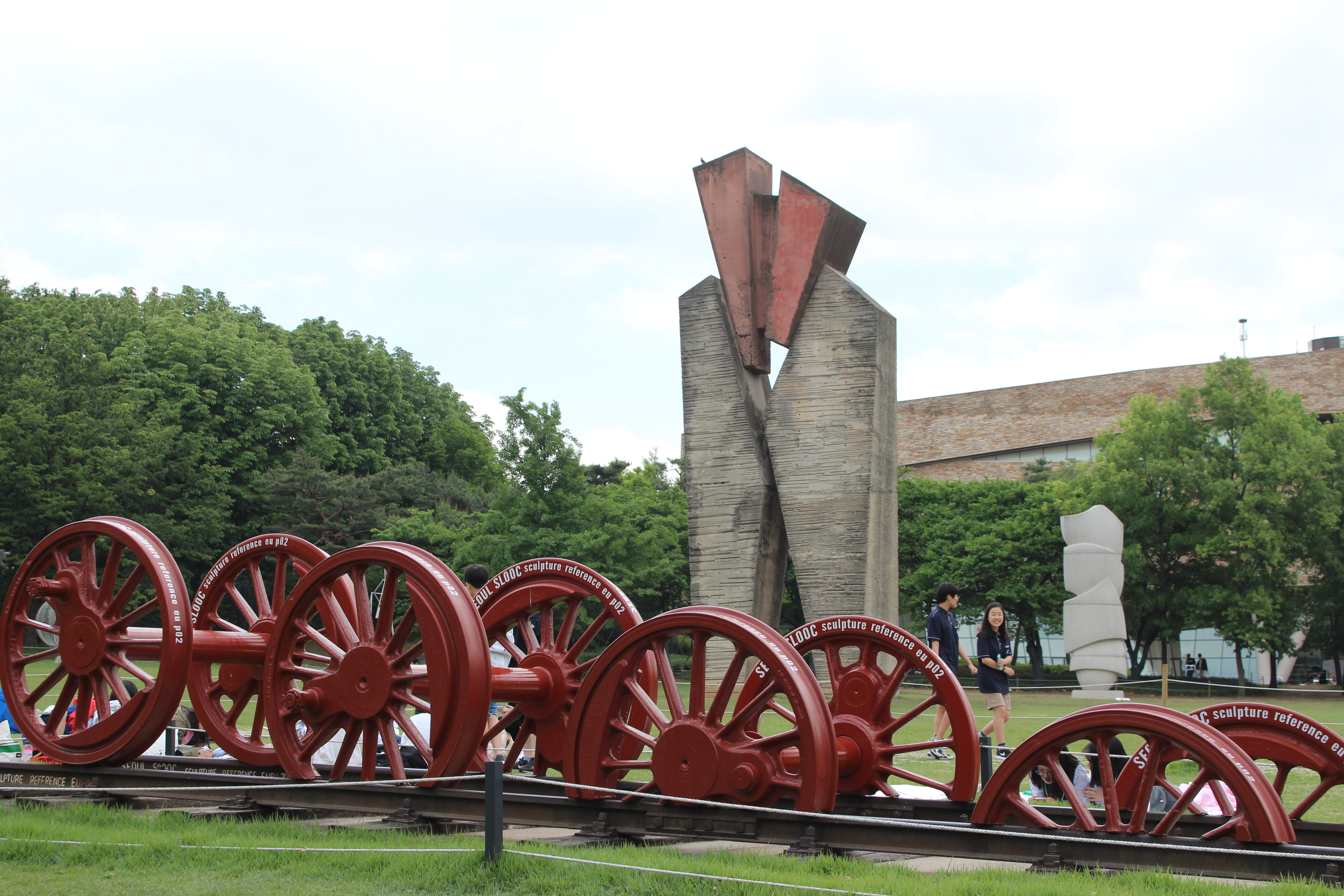
평화의문 근처의 호수 근처에 설치된 예술작품
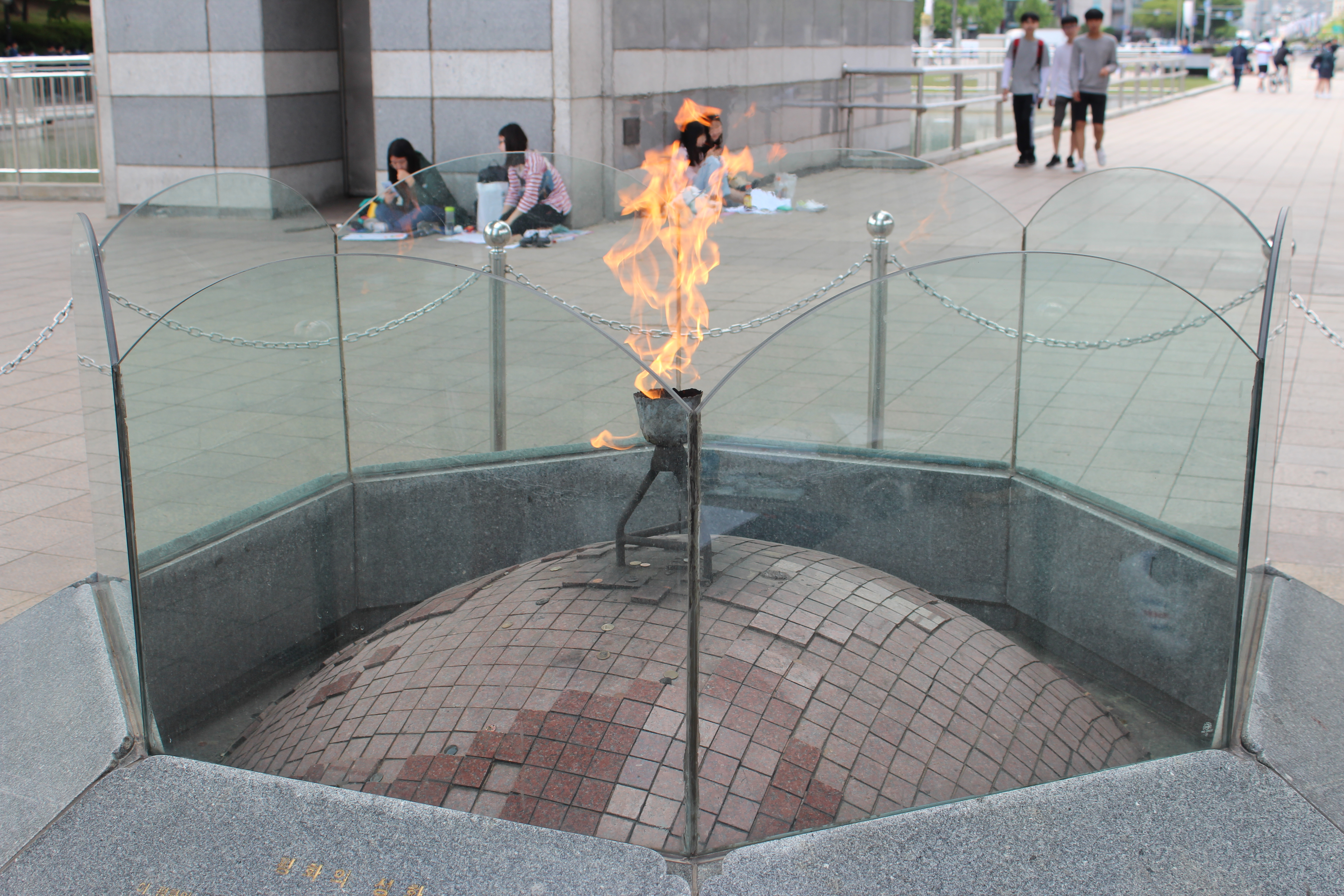
평화의문 바로 근처에서 항시 불타고 있는 성화
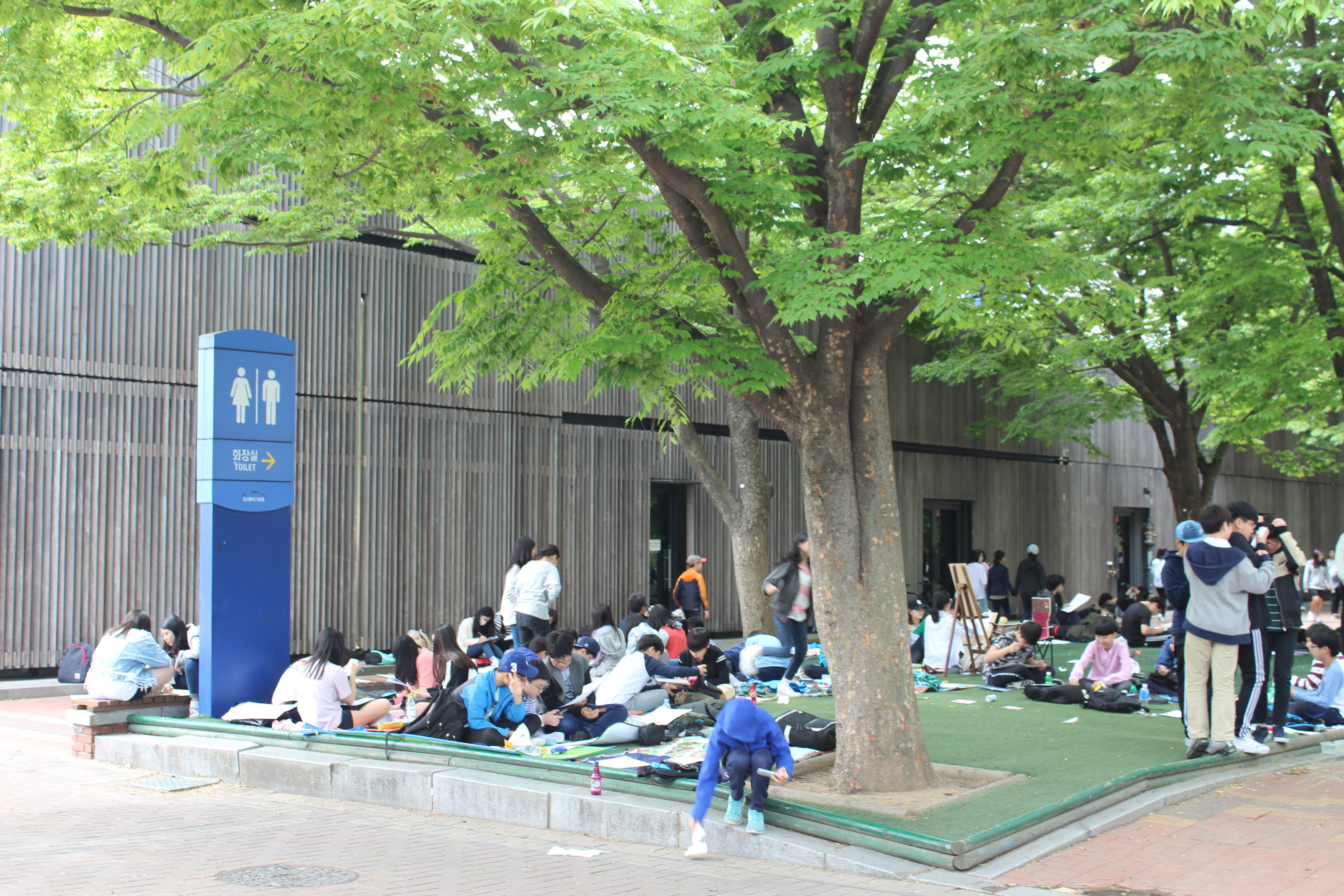
평화의문 광장 근처에 설치된 화장실
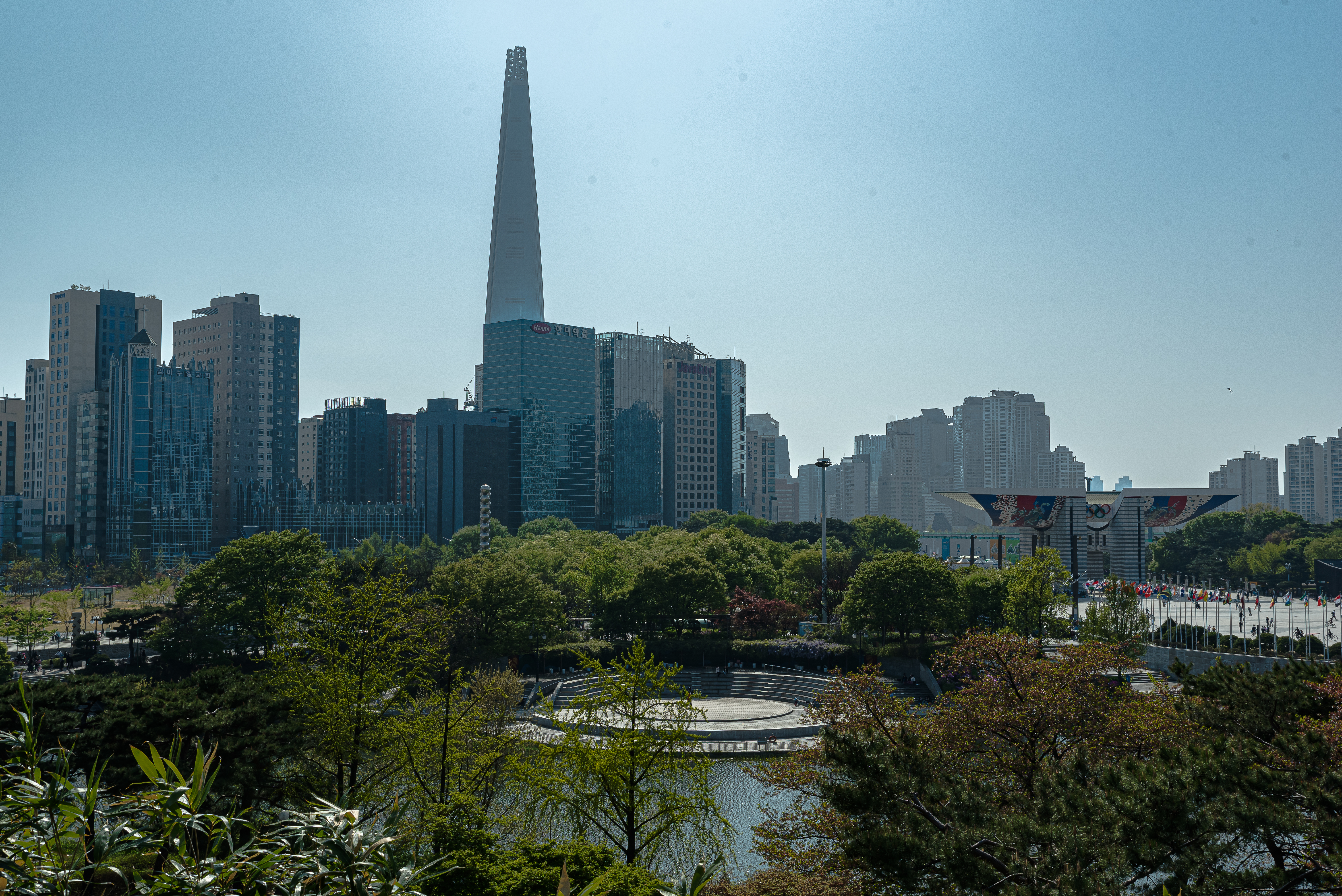
평화의문과 롯데월드타워

피크닉 시설
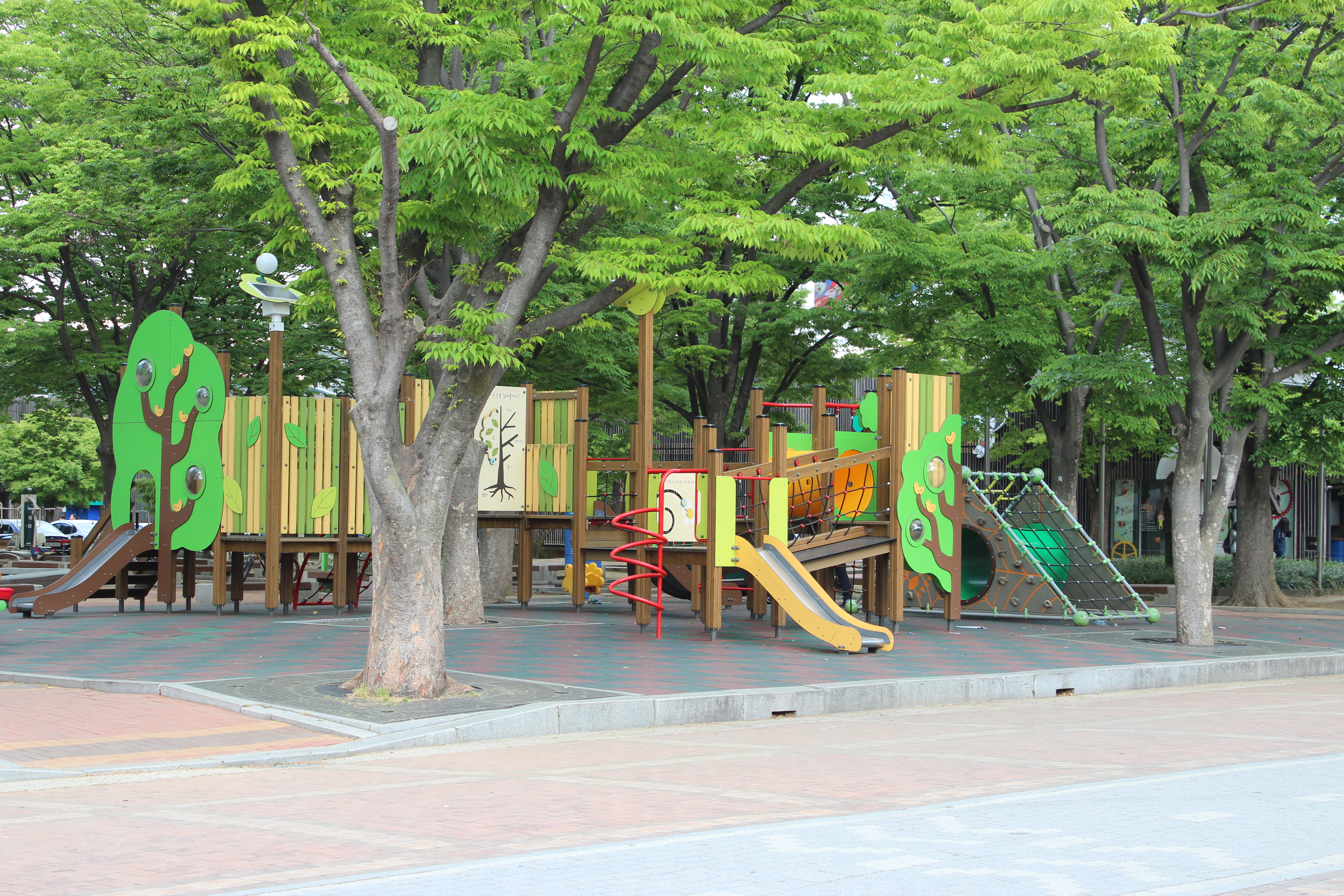
평화의문 근처에 있는 피크닉 장소
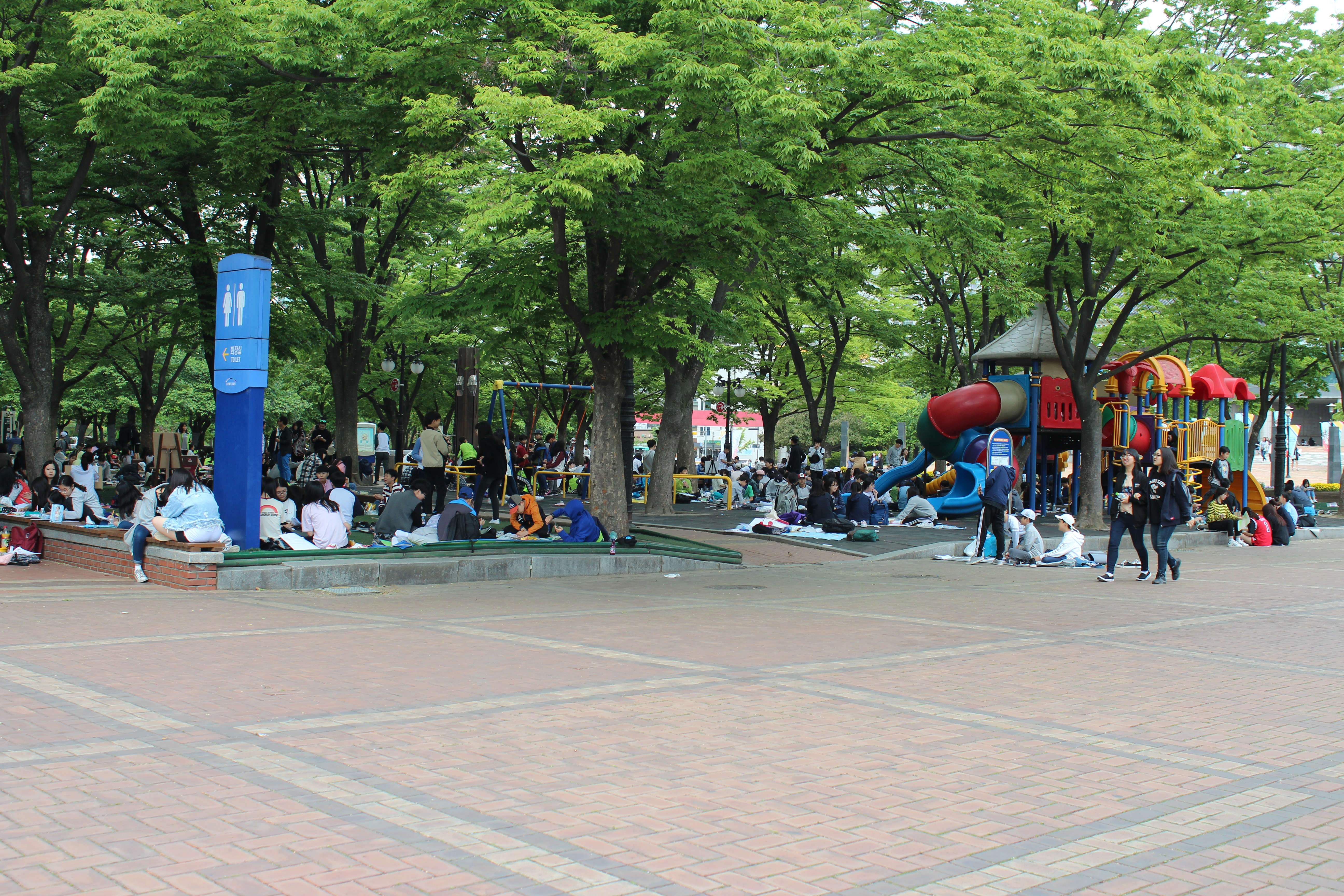
평화의문 근처에 있는 피크닉 장소
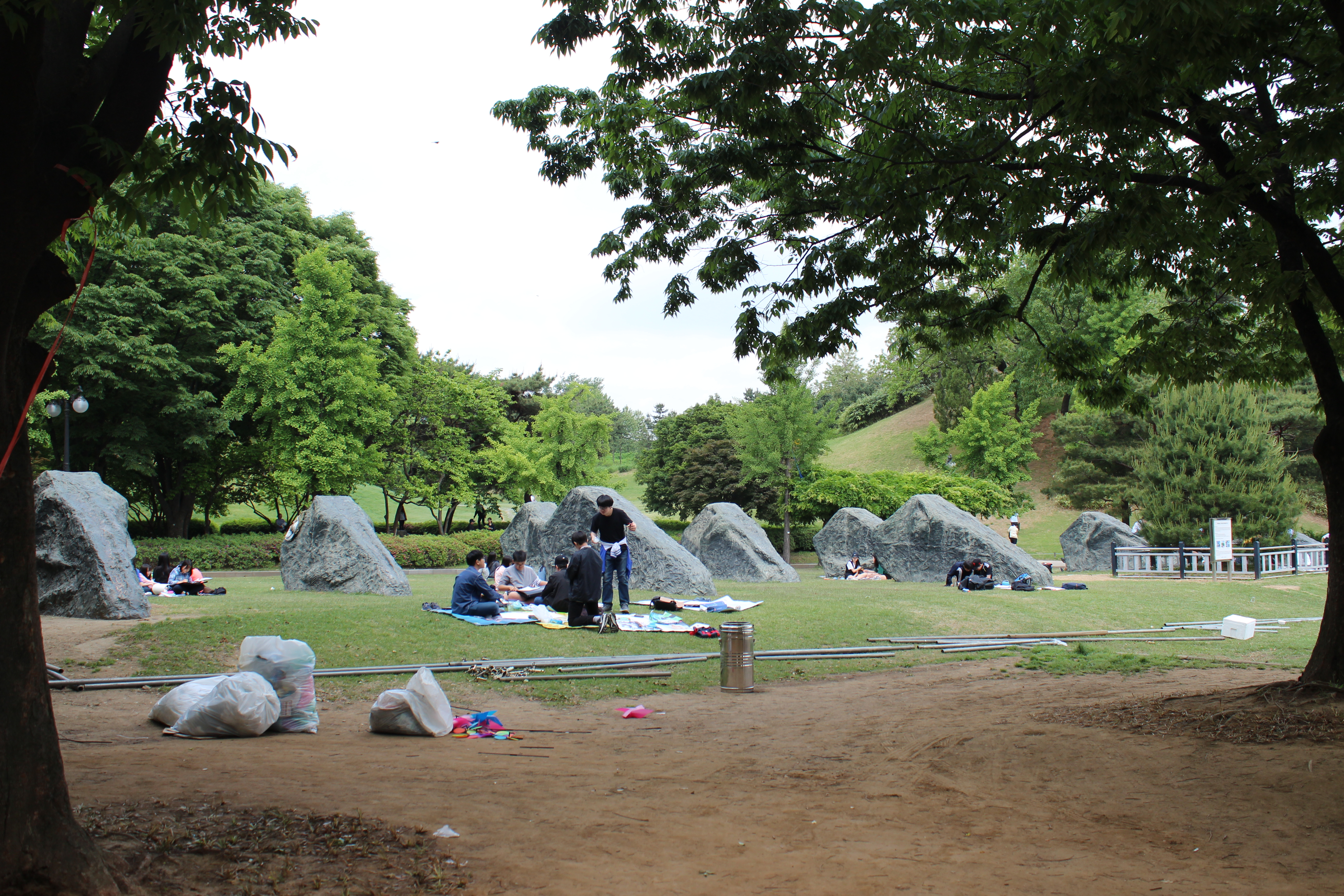
올림픽공원 내 피크닉 장소
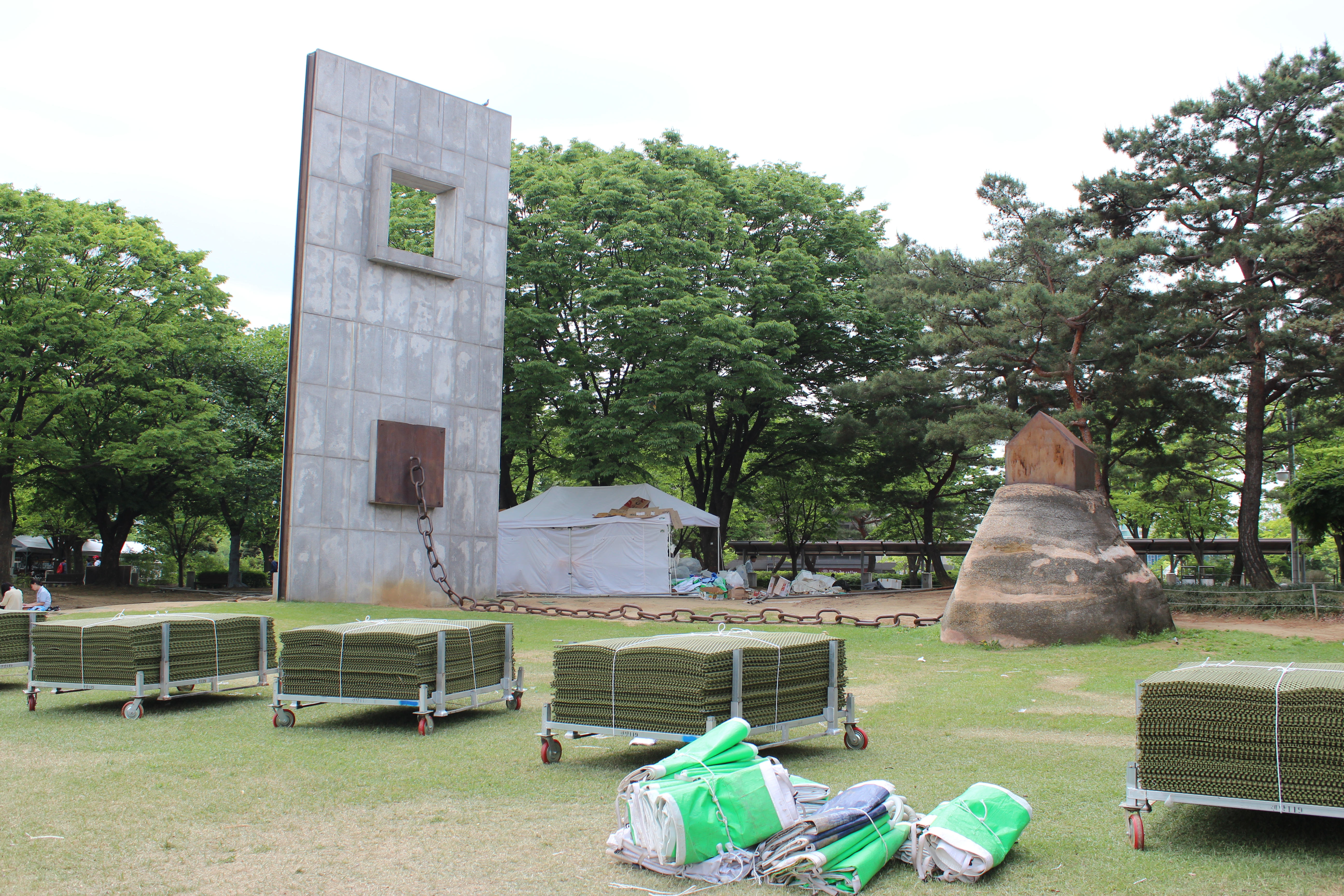
올림픽공원 내 피크닉 장소
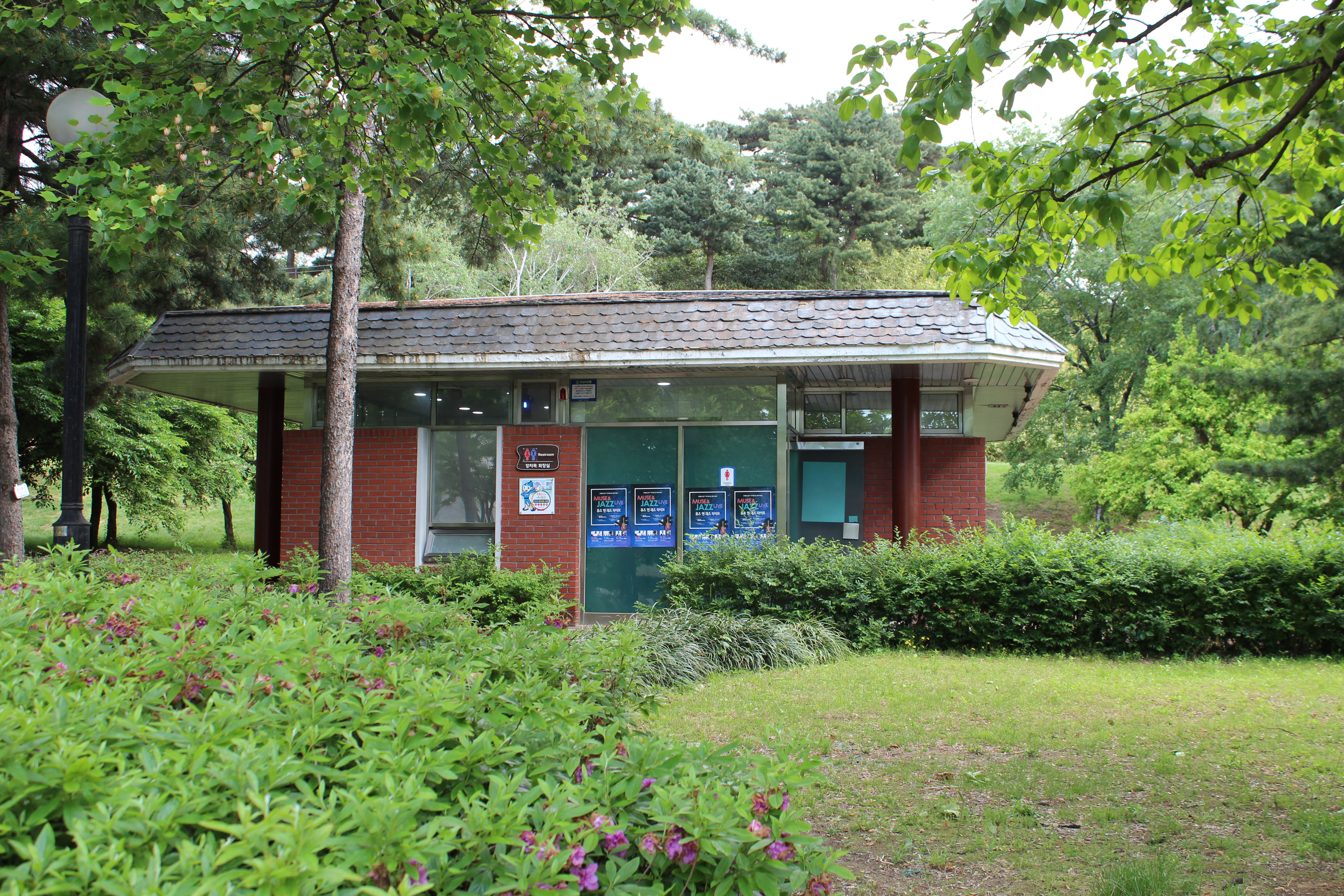
올림픽공원 피크닉 장소 근처에 설치된 화장실
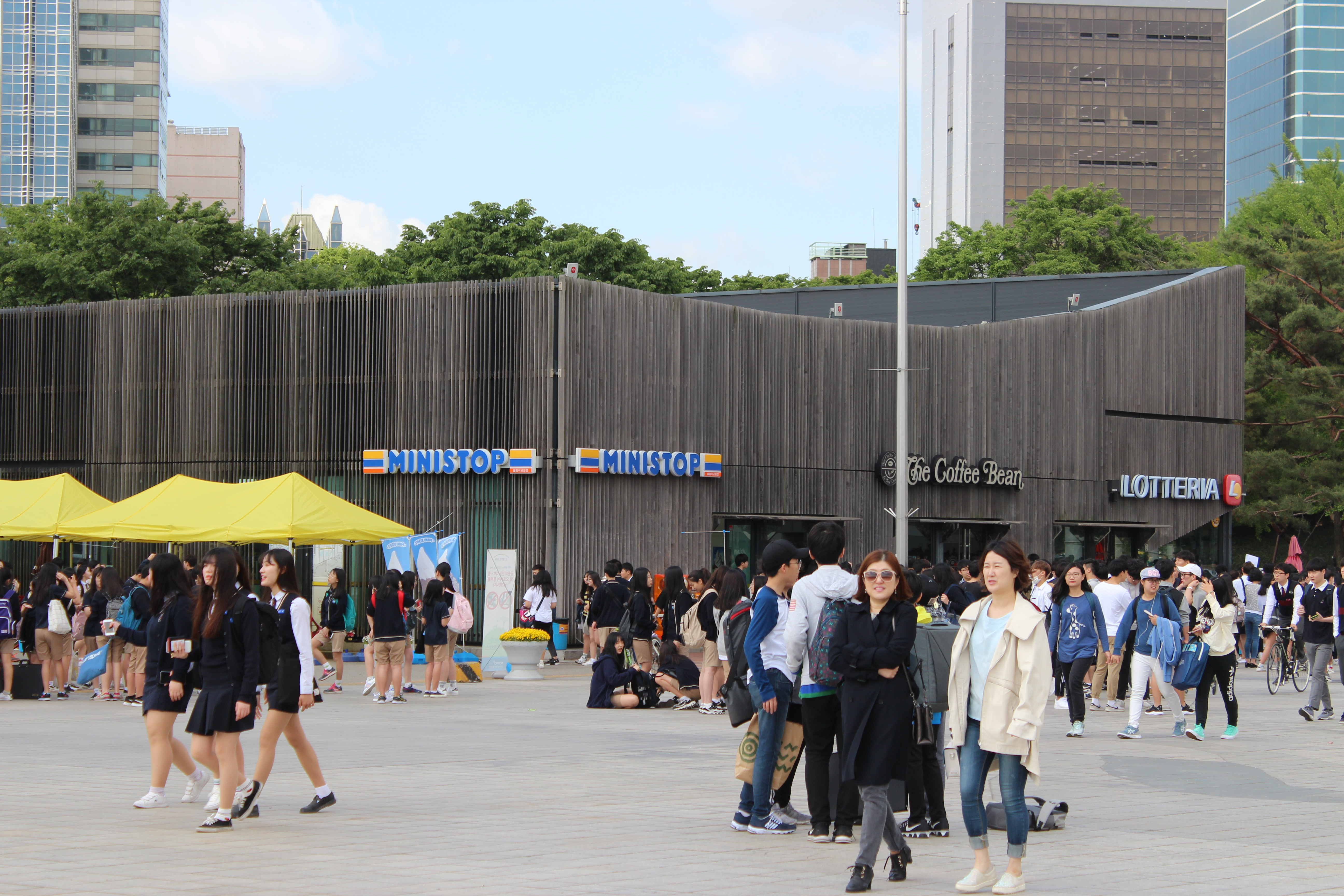
평화의문 근처에 설치된 매점
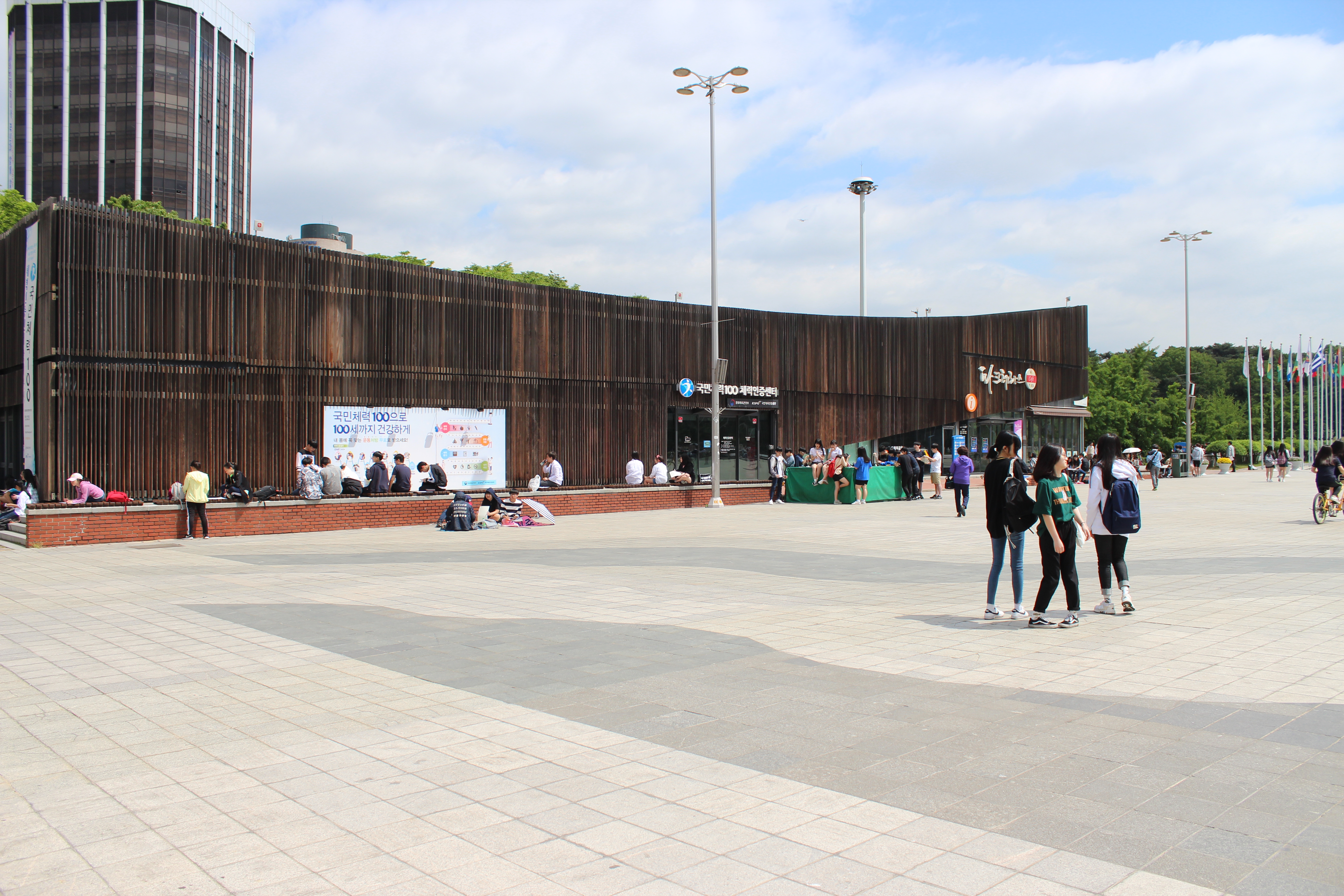
평화의문 근처에 설치된 매점
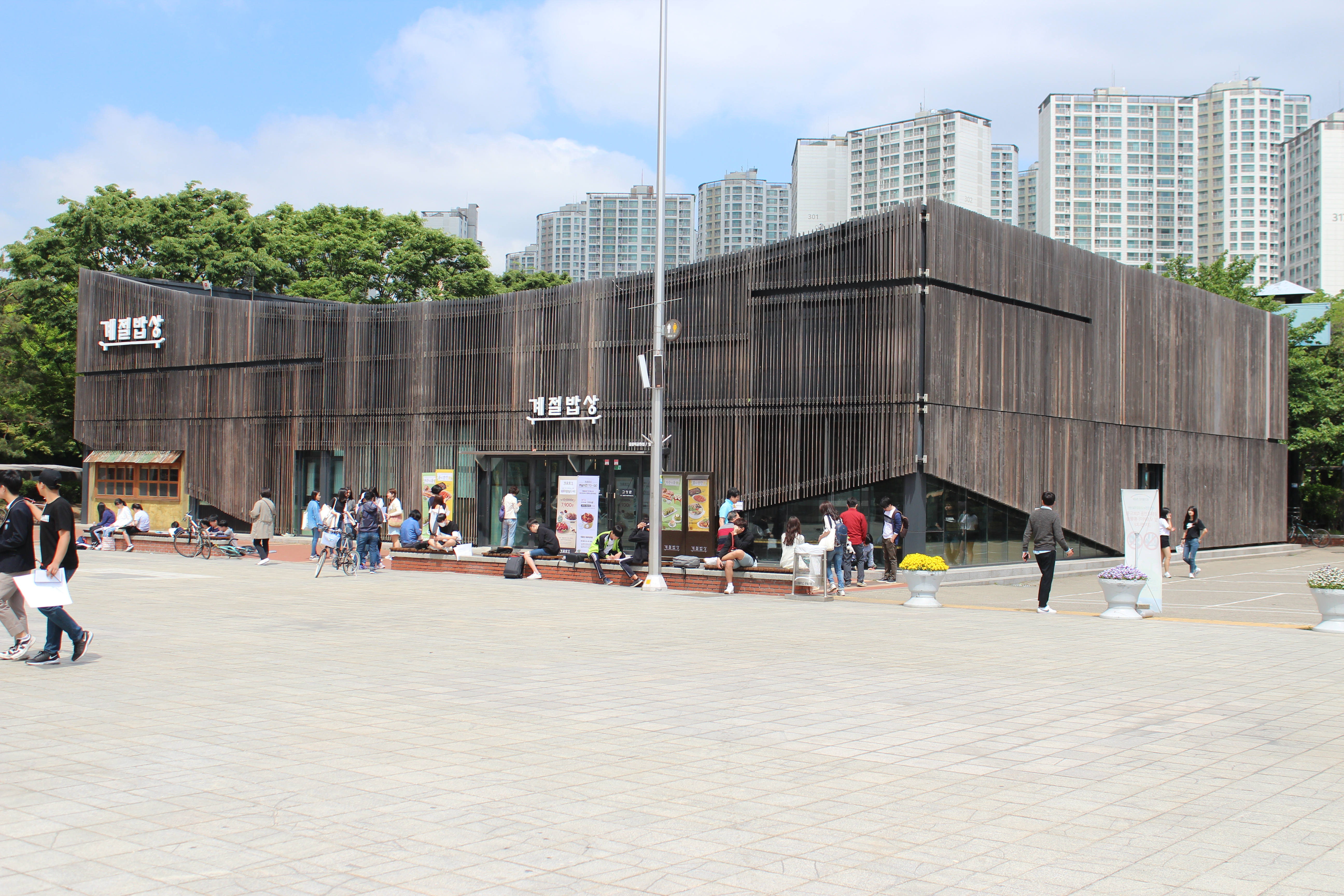
평화의문 근처에 설치된 매점
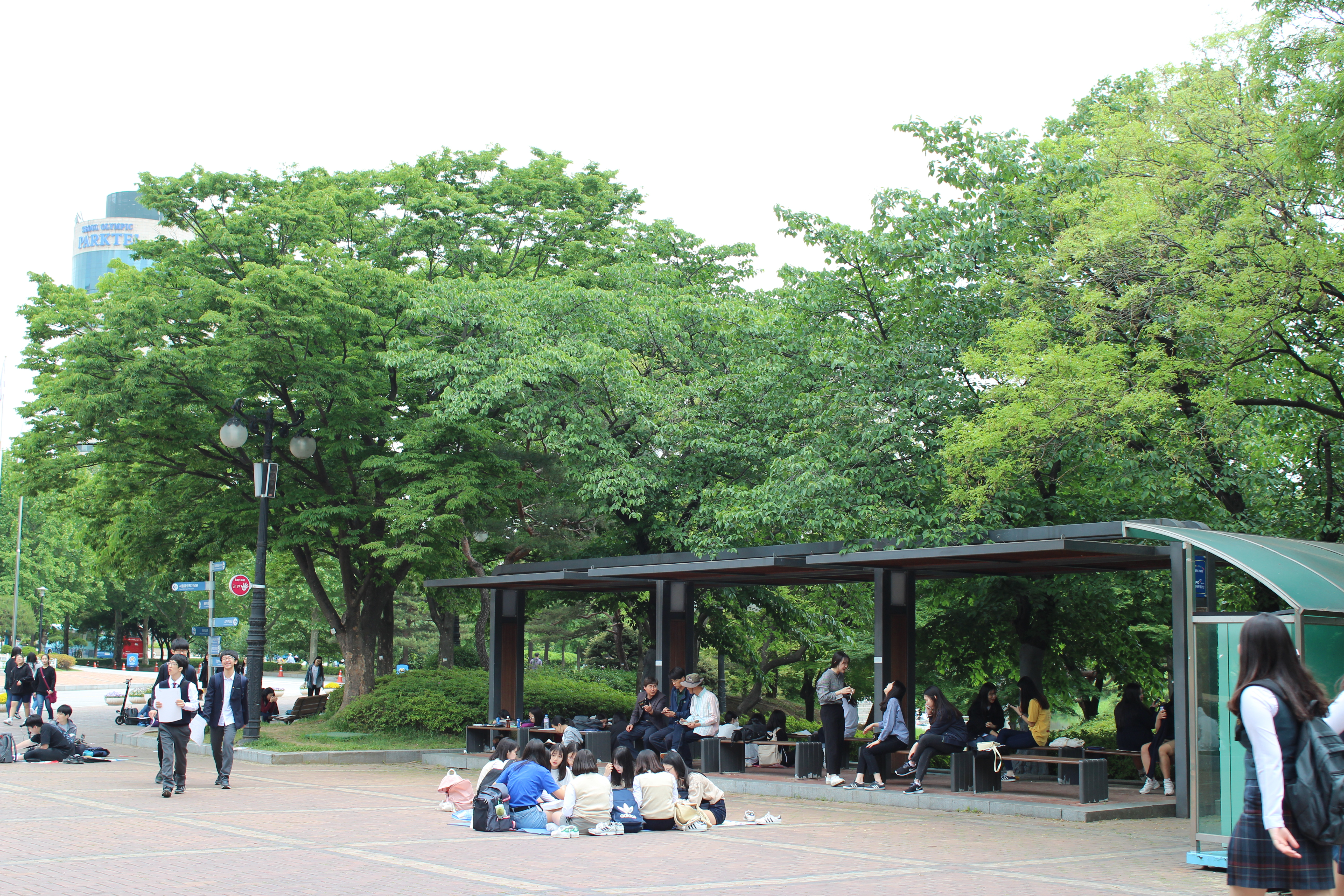
평화의문 근처에 설치된 벤치

예술작품 및 기타 시설
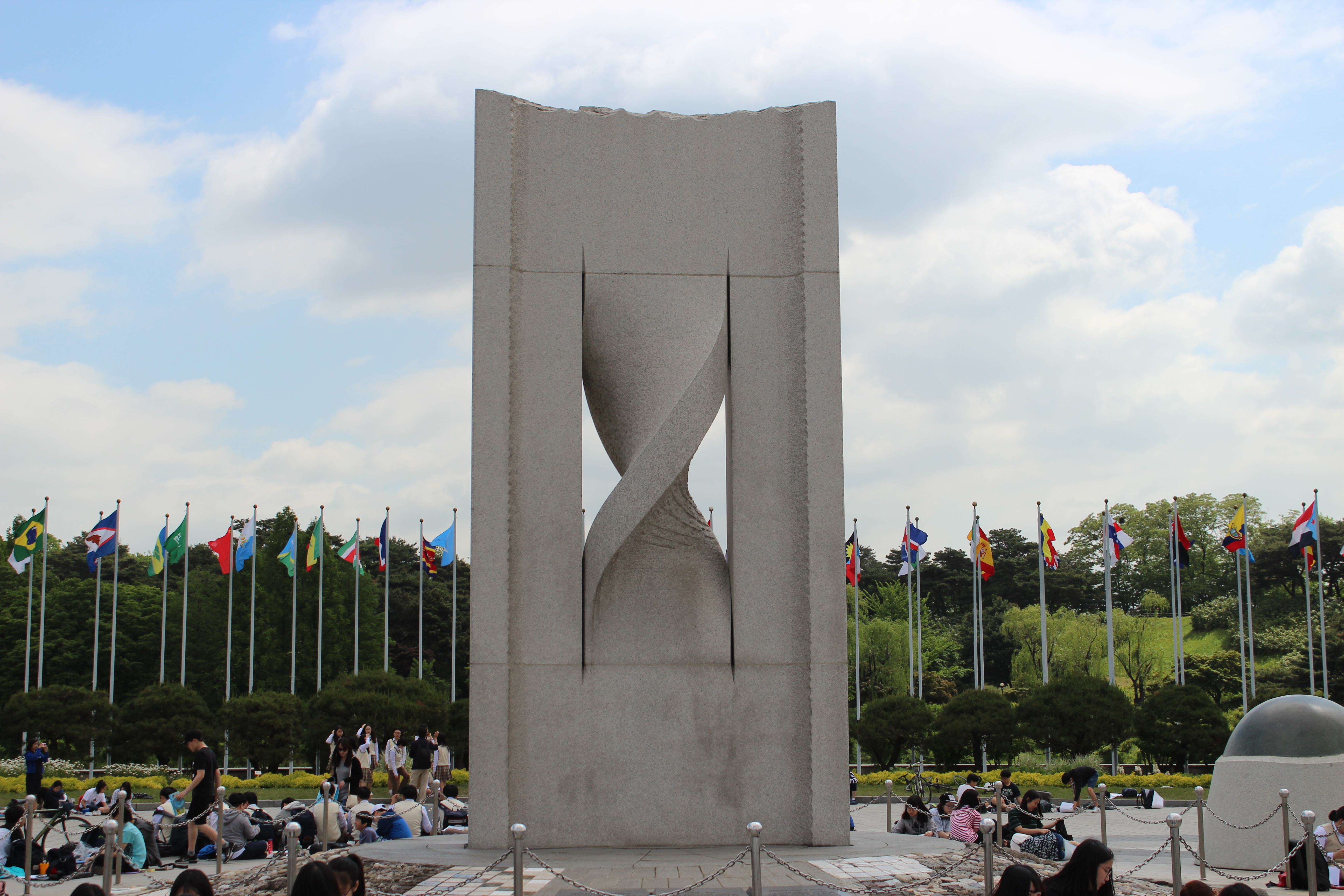
평화의문 근처 예술작품
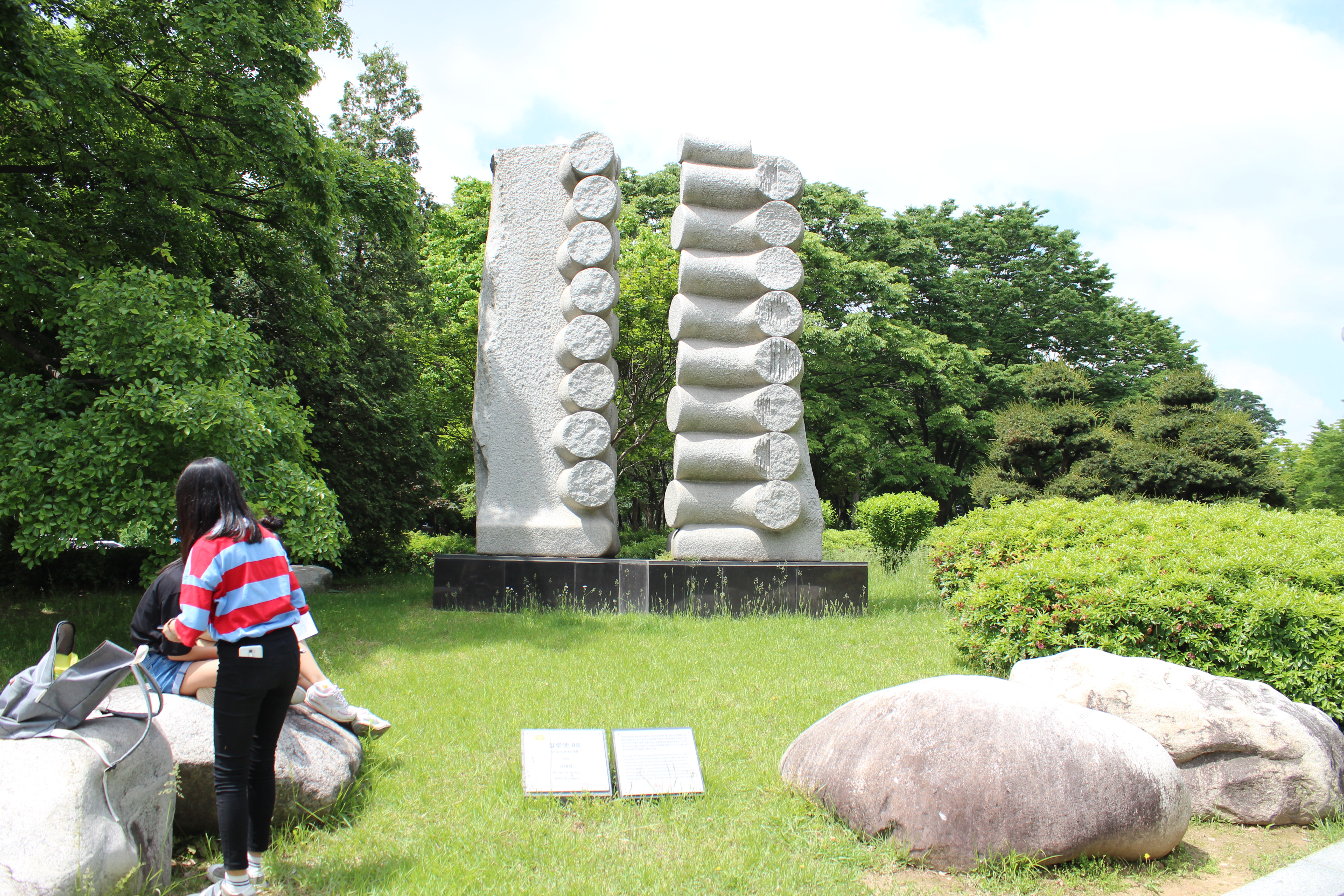
올림픽공원 풀밭에 설치된 예술작품
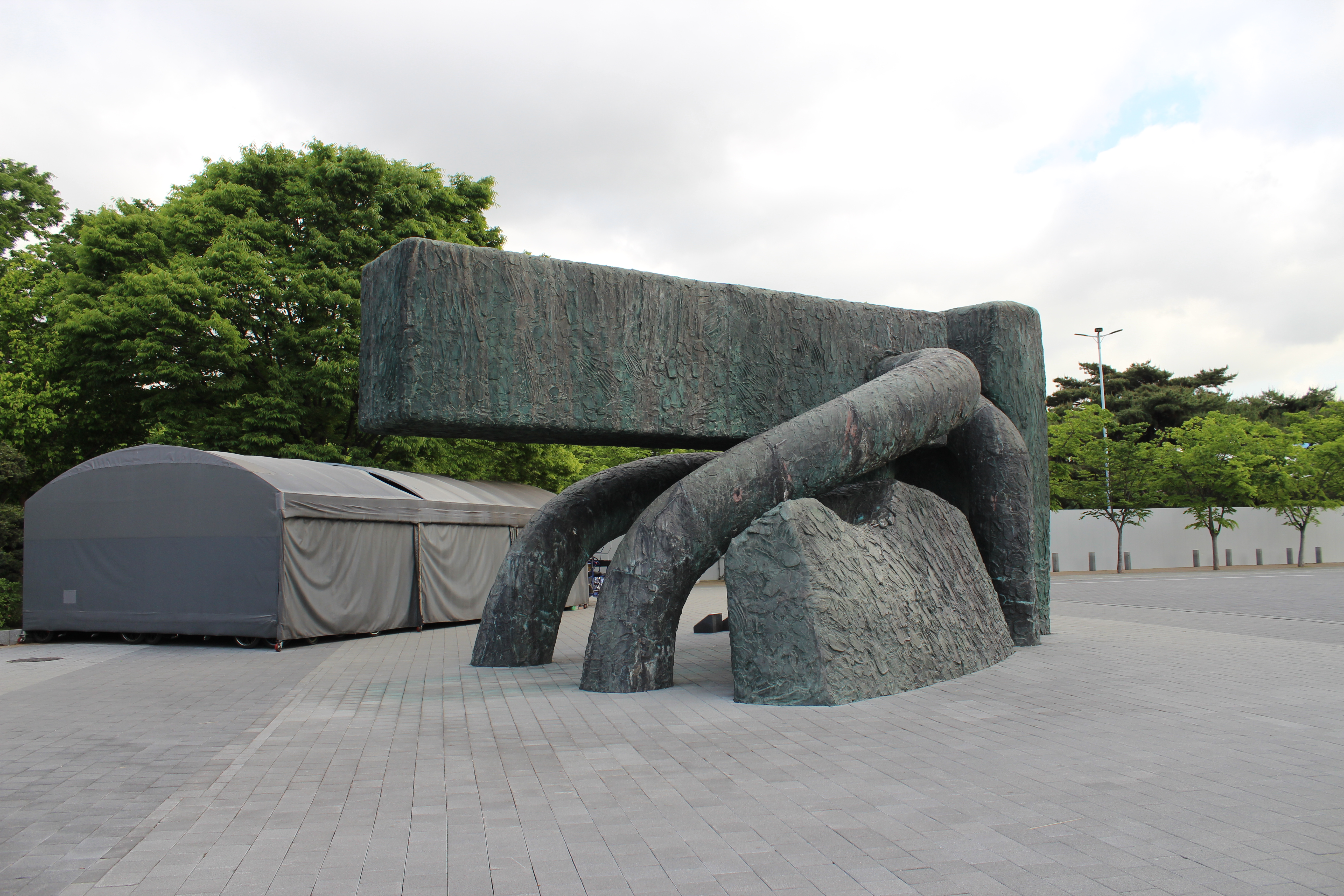
올림픽공원 내에 설치된 예술작품
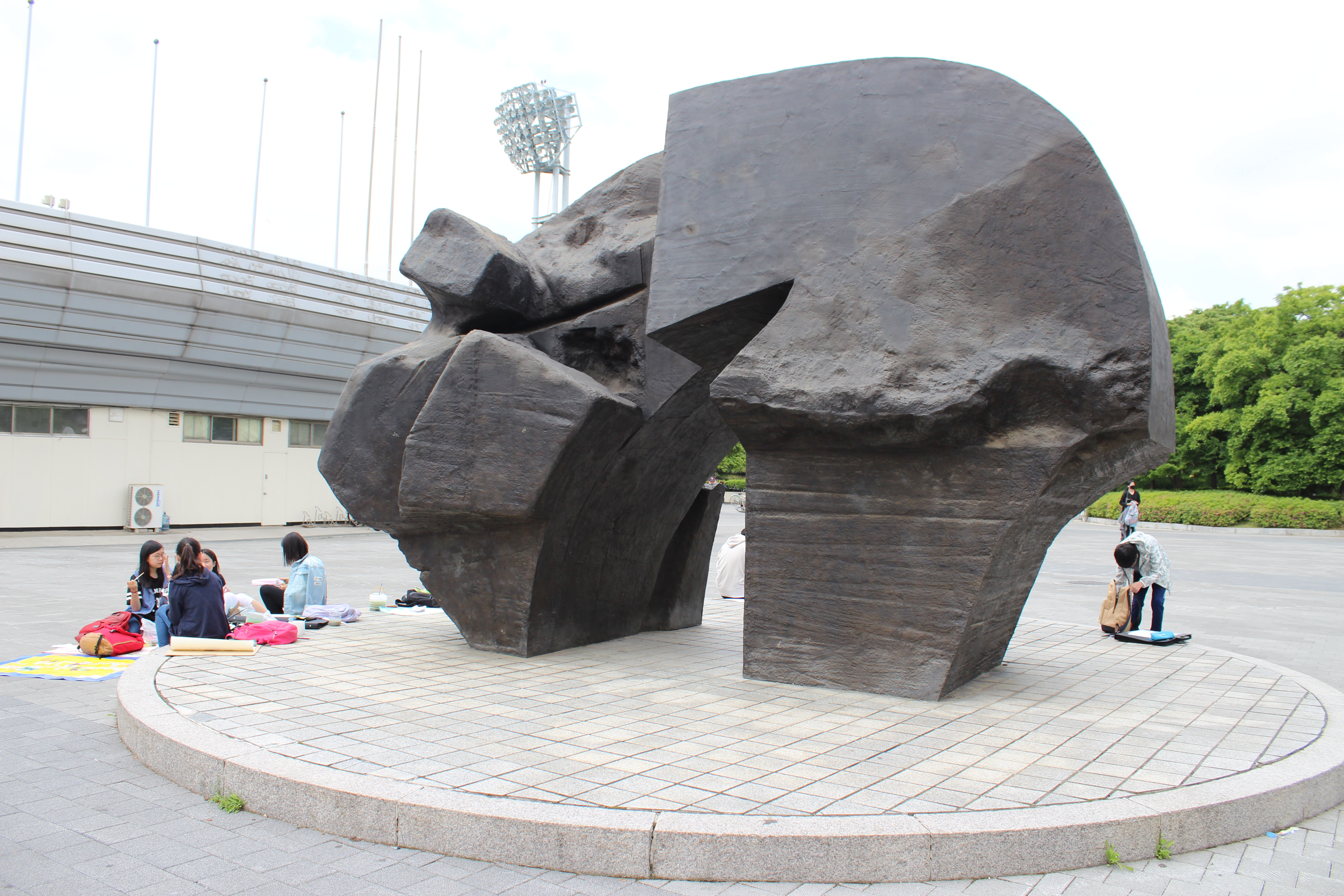
올림픽공원 내에 설치된 예술작품
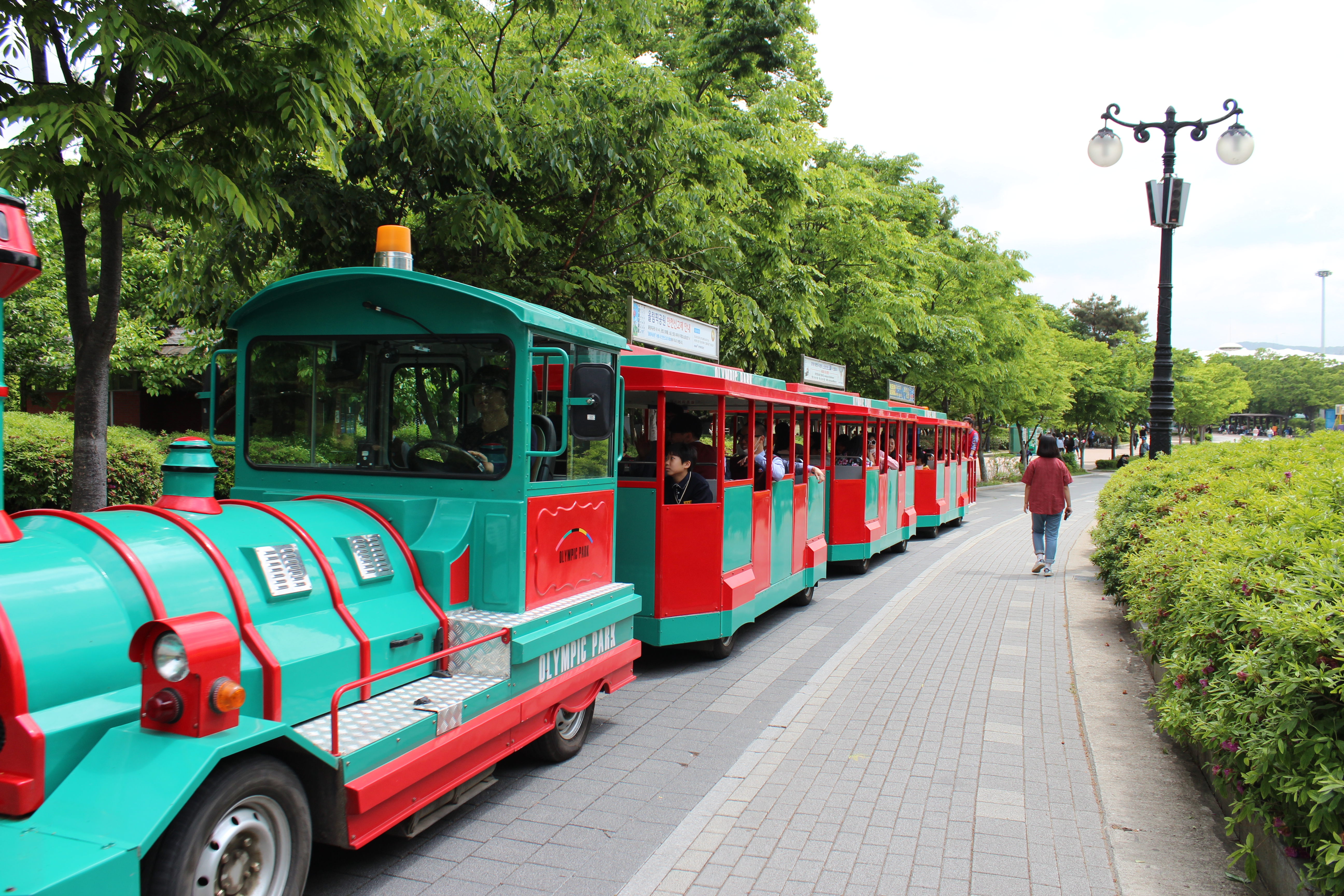
운행중인 호돌이 열차

몽촌토성 가는 길
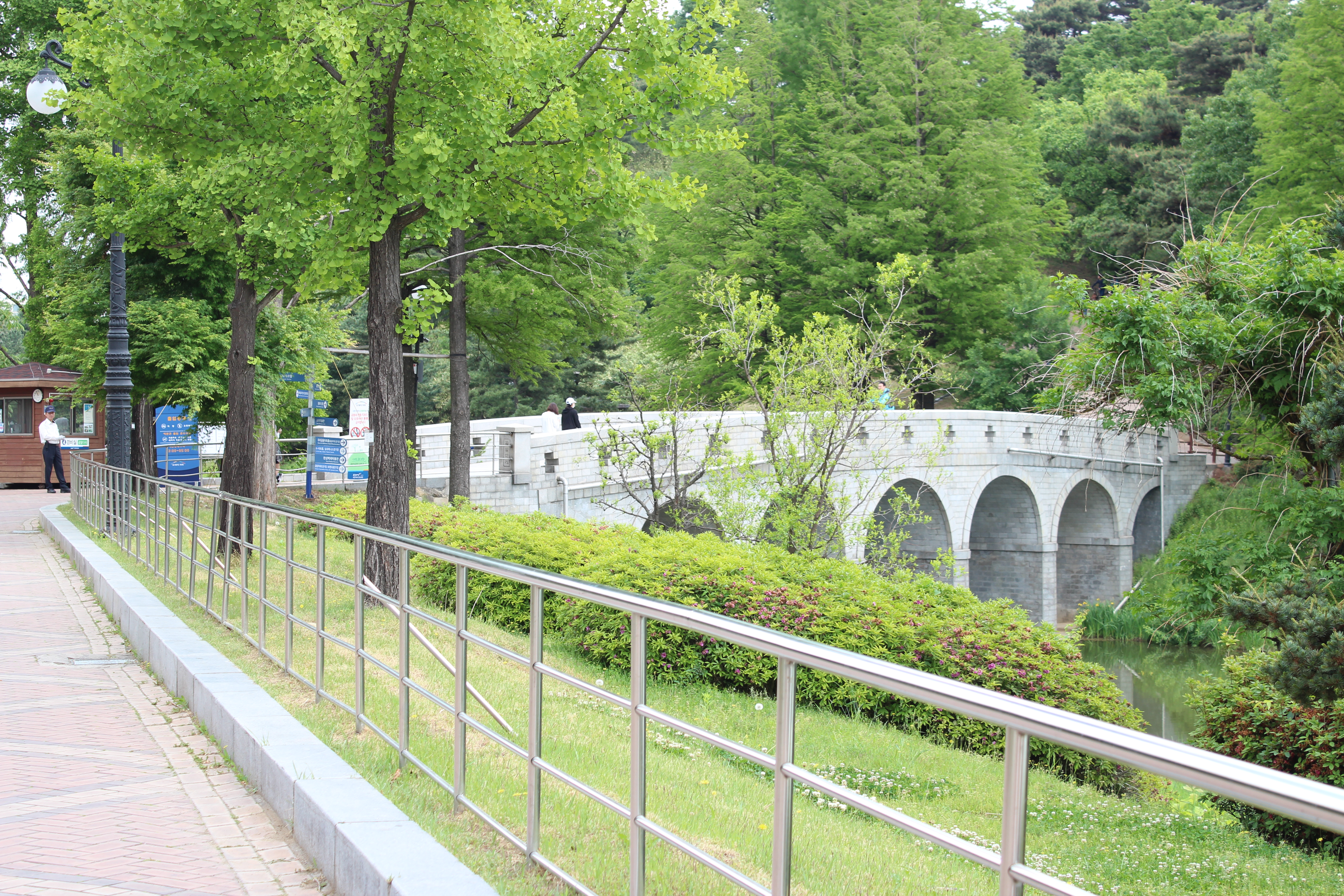
평화의 문 근처 광장에서 몽촌토성으로 가는 곳에 놓인 다리
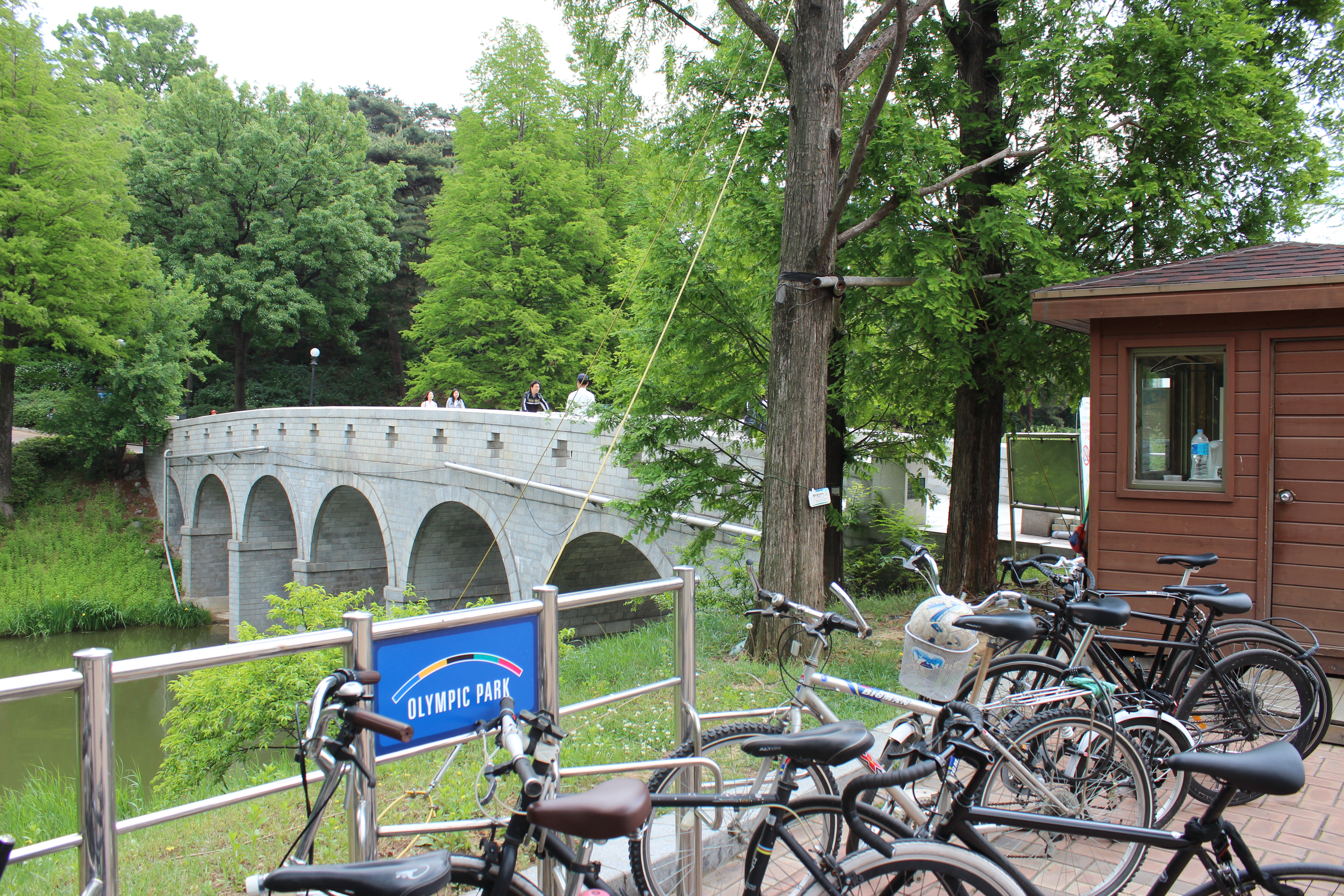
평화의 문 근처 광장에서 몽촌토성으로 가는 곳에 놓인 다리
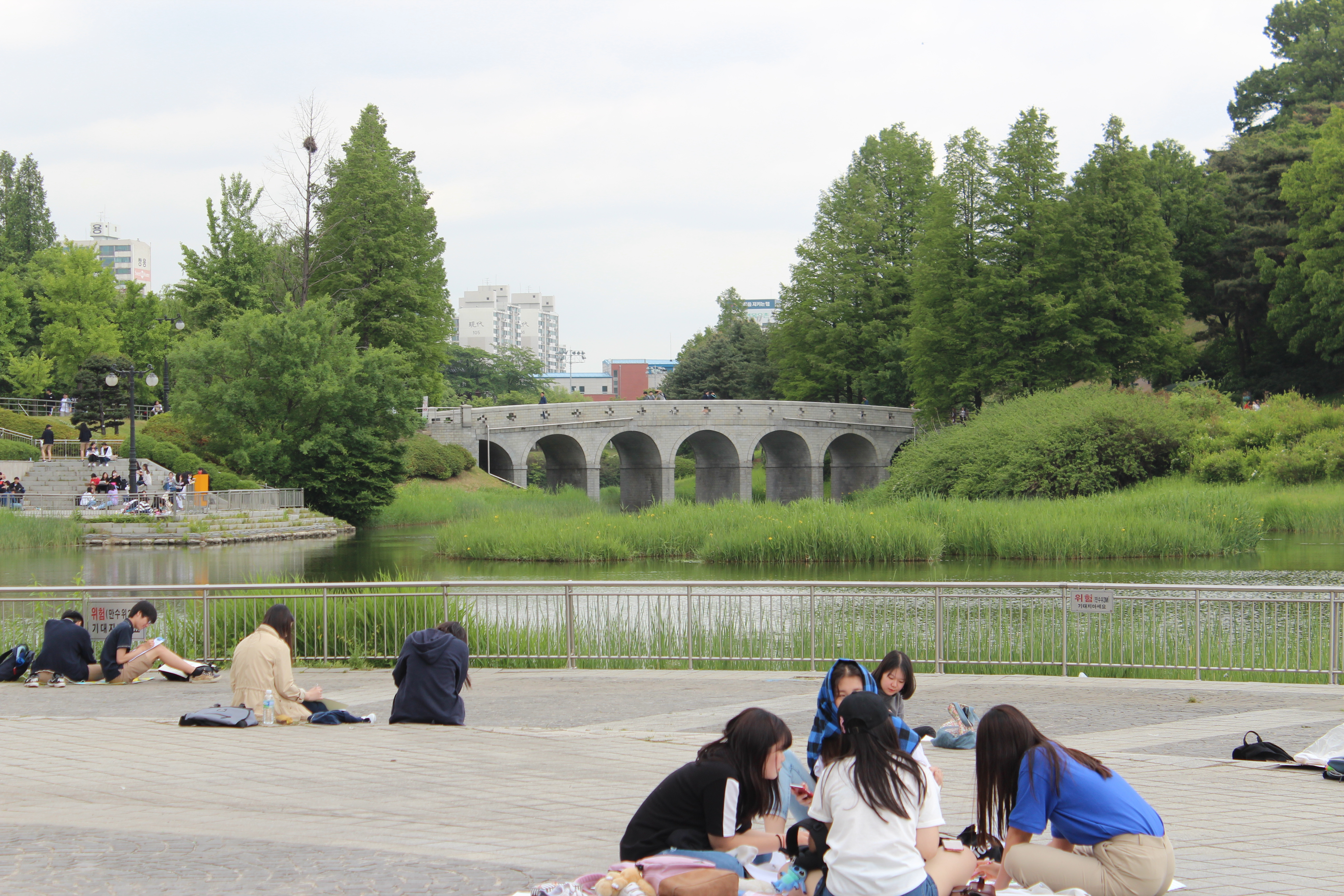
평화의 문 근처 광장에서 몽촌토성으로 가는 곳에 놓인 다리
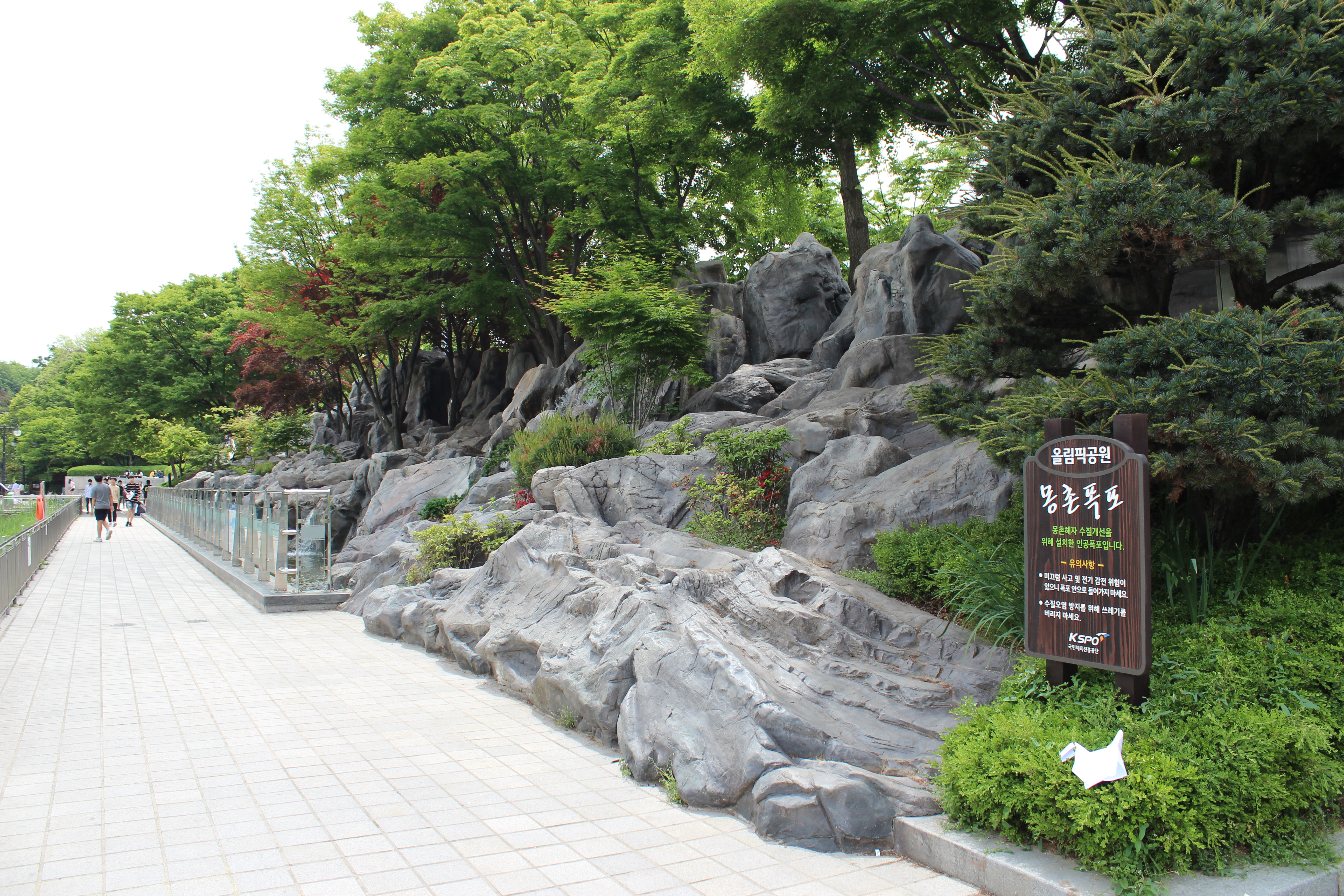
몽촌폭포에 대해서 서술한 안내판
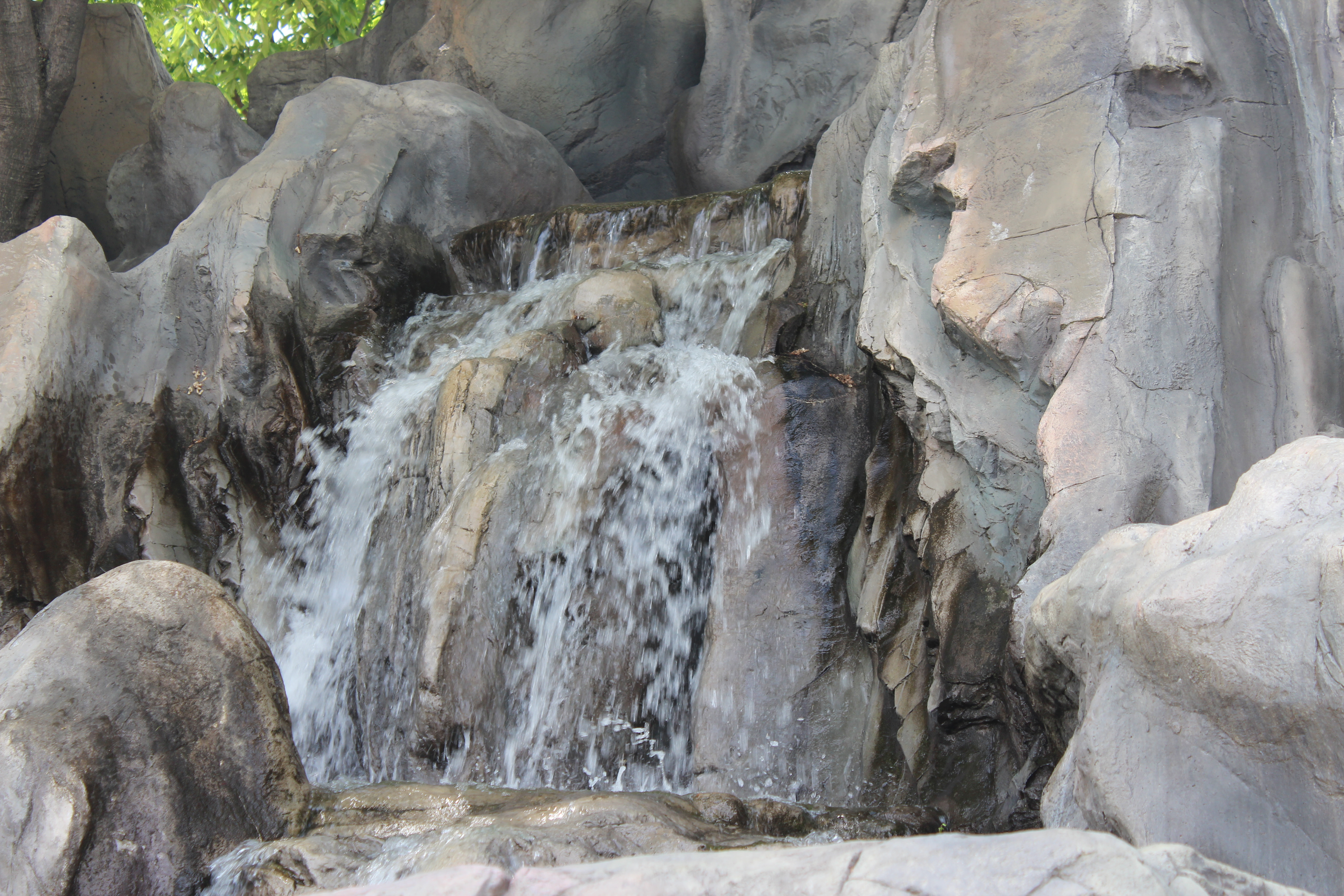
몽촌폭포. 몽촌해자의 수질 개선을 위해 설치한 인공 폭포라고 한다.

## 사고
2010년 4월 4일 오후 12: 20분에 올림픽공원 북부에 놓인 청룡다리의 인도 일부가 무너진 붕괴사고이다. 이 사고로 청룡다리를 지나던 행인 1명이 다리 아래로 떨어져 다쳤다.

## 같이 보기
- 서울종합운동장
- 시드니 올림픽 공원

## 참고
1. 1 2  《글로벌 세계대백과》〈올림픽공원〉
2. ↑  “올림픽공원 대관시설”. 한국체육산업개발(주). 2010년 1월 11일에 원본 문서에서 보존된 문서. 2011년 12월 31일에 확인함.
3. ↑  2011년 10월에 SK올림픽핸드볼경기장으로 개조
4. ↑  올림픽공원 청룡다리 인도 붕괴…행인추락(종합)